# 勇者王
《勇者王我王凱牙》是1990年代機器人動畫系列《勇者系列》的第八部作品。本作品於1997年至1998年在日本首播，全劇共49集。由日昇動畫公司內部Studio 7製作。
除了電視動畫以外，本作還在2000年至2003年推出了OVA，之後把OVA的內容重新剪輯成電視播放版並在2005年播出，和小說版。

## 概要
勇者王FINAL
本作品是電視版勇者王ガオガイガー的續篇，由2000年開始發售，至2003年完結，共八話。講述地球防衛勇者隊GGG（Gutsy Galaxy Guard）對抗三重連太陽系的守護神索爾十一遊星主，保衛宇宙的故事。
勇者王FINAL GRAND GLORIOUS GATHERING
本作品屬於《勇者王FINAL(勇者王ガオガイガーFINAL)》的電視播放版，基本內容和OVA版《勇者王ガオガイガーFINAL》相同。但加入了新片段和内容。而另一方面，由於勇者王和動畫《進化戰記》（Betterman）屬於同一個世界觀，也加入了相關的片段。本作品於2005年4月至6月在日本電視播放，其十二話。由於是電視播放版，一些殺必死畫面和每集的長度被重新调整。

## 故事概要
勇者王
故事講述2003年，一個神秘巨型機器生命體「EI-01」出現，把當時是太空人的獅子王凱的太空船擊落，同一時間，一架神秘的機器獅子Galeon出現攻擊EI-01，救起了獅子王凱，而EI-01則墜入地球，從此行蹤不明。Galeon帶來了名為「G石」的動力源以及關於外星生命Zonder的情報（「Zonder」，台灣木棉花版翻譯「異械」，博英社版TV翻譯「腦核」OVA翻譯「佐達」）。人類除了以G石的能源將凱救活、並改造成改造人外，也以Galeon的外星科技情報製造了一系列對抗Zonder的武器與機器人，日本政府為了對抗Zonder而成立了地球防衛勇者隊GGG（Gutsy Geoid Guard）。
早在EI-01出現前，Galeon就已出現在地球人面前，他將一個小男孩交給了沒有孩子的天海夫婦，後者將孩子取名為「天海護」，並以一般小學生的身份生活著。2005年，東京都出現了最初的Zonder機器人—EI-02，開始對人類發動攻擊，而地球的未來就依靠地球防衛勇者隊GGG的隊員，故事也由此展開。
勇者王FINAL
在動畫版故事結束的一年多後，作為保護地球對抗外星威脅者的GGG對犯罪組織生體網路進行追查，但追查的同時GGG卷入了Q零件（Qパーツ）的秘密，此時為了重建三重連太陽系而生的索爾11遊星主搶走Q零件並成為GGG新的敵人，為了阻止遊星主的意圖，GGG前往理應已毀滅的三重連太陽系，並在當地進行最後的決戰……
霸界王～我王凱牙對進化戰記～
於2016年9月30日開始在日昇旗下網站「矢立文庫」上進行刊載的網路小說。第一部自2016年9月30日至2017年2月1日，每週三更新。第二部則從2017年3月6日至2018年10月1日。第三部自2018年10月20日至2021年3月17日，全作已完結。
作者是竹田裕一郎，為的續篇故事。結合了與《進化戰記》兩部共同世界觀的作品，在登場人物和故事上皆有緊密連繫。
當初，雖然《FINAL篇》原本有包含GGG歸來的部份，但由於會使故事過於龐大和製作時程等因素而無法完整表現。日後僅將這部份以映像特典的方式收錄於「Project Z」當中，未能映像化。如今，這部後日談作品則以網路小說的方式呈現出來。
故事時間點在之後的2010年（number.00）與2016年（number.01以後）。到地球的天海護和戒道幾巳，連同新生GGG的隊員們，為了救出受困在三重連太陽系的成員，決定透過The Power的力量來展開救援行動。然而，此時的木星卻發生異變……

## 登場人物

### 地球

#### GGG
简称3G（讀作Three G），原称Gutsy Geoid Guard，是故事发生前2年EI-01击落後，由日本政府在東京灣建立的新都市地下（海下）秘密建立的，对G能源进行研究与利用和防范EI-01引致的外星入侵的保护组织，为宇宙开发公團的暗里组织，后来原宇宙开发公團基地被机界31原种破坏后迁移至太空的軌道基地，并改称Gutsy Galaxy Guard，由联合国共管，继续对抗机界31原种的入侵。
獅子王凱（配音：檜山修之；香港：何國星／OVA：黃啟昌；台灣：何志威）
本作男主角，原为宇宙开发公團的宇航员，在进行克雷恩利亞（Galeorea）彗星的太空研究时被EI-01撞毁飞船，被機器狮子Galeon救回地球，但已濒临死亡，后由其父亲丽雄对Galeon的機器结构进行反向工程，将其改造成基于G石能源改造人得以存活，我王凱牙的控制者，非常信任勇气，因此能发挥G石的威力。通稱「改造人・凱（サイボーグ・ガイ）」，常態會穿究極裝甲(アルティメットアーマー)，在戰鬥時喊裝備(イークイップ)，會裝備角冠(ホーンクラウン)，能力上升了30%，必殺技意志匕首(ウィルナイフ)。可以變形開啟「極致模式・凱（ハイパーモード・ガイ）」，能力上升了15%，但極致模式有時間限制180秒，時間一到就會恢復原狀。3G機動部隊的隊長。
成為太空人的目的是希望能去木星迎接在木星遭遇意外去世的母親：獅子王絆。
將小護當成自己的弟弟疼愛著，也十分保護小護，在小護偷偷搭乘隱形我王出戰時也責備過他，但被小護說服。
木星決戰時目睹父親的死，但因此與封存於Galeon體內的該隱的備份複製人格見面並交談，感激該隱給予他守護的能力，並被託付其意志與小護，後在雙親的指引下得到The Power的力量。
後期因奇蹟而進化成生機融合體的「超進化人・凱（エヴォリュダー・ガイ）」，由於超進化人已是純肉身與G石相融，在戰鬥時喊裝備，會裝備ID裝甲(IDアーマー)，擁有改寫主電腦的程式，入侵程式、完成病毒改寫，並回敬、侵駭能力也可以操縱起重機等機械的能力，也有淨解能力。
在送走護的時候，對護表示會妥善的利用護送給他的力量。
與複製體小護與複製體Galeon對戰時獲勝，親眼目睹飛散的小護，從戒道口中得知小護離開地球的真相後，跟著前長官大河幸太郎一起佯裝叛變，前往三重連太陽系。
由於對索爾十一遊星主的勝算是比薩・索爾的本體大量複製之後填充能源的空檔時，跟著眾人與索爾十一遊星主打消耗戰，最後在J方舟的支援下成功毀掉本體，慘勝收場。
將信念託付給兩個孩子後，在眾人齊力之下，發動始源・我王凱牙的另一能力克雷恩利亞之路，打開次元之門，偶然來到了宇宙的中心─太古的宇宙誕生之卵「橙色之地（オレンジサイト）」，卻沒想到因為之前一連串的事變導致宇宙的攝理判斷為災難，演變成霸界王的災難。
在The Power的大能量下從半死不活的狀態至完全恢復，但被霸界王侵蝕始源・我王凱牙，那危險一刻被Galeon解除融合，僅他獲救而與小護和戒道會合，才得知時間已過去9年。
回絕了小護請求擔任GGG的機動部隊隊長，本來打算直接在小護底下擔任隊員一職，但是被聯合國最高評議會重新任命為Gutsy Galaxy Guard（簡稱3G綠）的代理長官兼機動部隊隊長，目標將霸界眷屬化的前GGG伙伴與愛人救回。
被進化人（Betterman）拉彌亞稱為元凶之人。
卯都木命（配音：半場友惠；香港：鄭麗麗；台灣：姚敏敏）
本作女主角，GGG通訊操作员，負責執行：「終極融合・程式啟動（ファイナルフュージョン・プログラムドライブ）」。凱的支援员，和凱以前是高中同学关系，在凱出事变成改造人后重新见面并加入GGG组织，喜欢和关心凱。
在EI-01击落事件时，EI-01坠落在命的家，父母双亡，其也被EI-01暗中植入了机界新種的种子，后来命在GGG组织工作期间接触G石能源时间增多，使种子适应了G石能源，于39集被耳原种激活了，并于48集爆发为機界新種，搶奪了3G的分區艦——全長380公尺的天照的一部分，並與之艦體連同極致工具融合所誕生的巨大機器人「佐弩達機器人」（身高36公尺，分類為極致巨體機器人，擁有物質昇華能力，可以讓凡是接近或碰觸到的任何物質與能量都絕緣體化而立即死亡化為土塊，內建Goldion Moter，連重力衝擊波也可以抵消。必殺技為雷射）。后来凯想利用护的能力与命同归于尽时，由護淨解得以恢复，並成為「半・超進化人（セミ・エヴォリュダー）」。
在FINAL篇中，也負責執行：「始源啟動(ジェネシックドライブ)」。
於三重連太陽系時因為在真空狀態下啟動始源系統，雖為半・超進化人但還是受到重傷害而須仰賴治療機器維持生命與傳遞意識，後在小護的親生母親引導下送走小護與戒道。
9年後，在虛無化的獅子王麗雄夫妻帶來的The Power能源下讓命的肉體完全治癒而步出治療機器。但隨著被霸界王侵蝕成眷屬，而與凱成為敵對關係。
大河幸太郎（配音：石井康嗣；香港：陳欣）
宇宙开发公團的总裁，GGG總司令官。負責下達命令執行：「終極融合批准（ファイナルフュージョン承認）」。相信即使成功几率很低，只要有勇气也能成功，十分果断。
妻子是在選美比賽被選為「葛飾小姐（ミス葛飾）」的日本人，並育有兩名女兒。
過去曾是日本的秘密組織ID5的成員，也因此事非常清楚The Power是絕對不能碰觸的力量。
第一次看到小護的模樣與發動能力淨解Zonder時非常訝異，第二次淨解後便明白小護的力量對他們而言是不可或缺的，所以下令要將小護帶回來。
對於Galeon親自出動迎接小護一事深感訝異，在Galeon帶著小護回來時，坦然迎接小護，要小護不用擔心。
知道小護因為其能力之特殊所以十分保護他，明知小護的能力特殊卻依然將他當成普通孩子看待，甚至讓小護接觸一些最高機密。
在GGG改制後，親自前去拜訪天海夫婦，得知小護與Galeon之間的關係後，深知小護的存在遠超過想像中的重要，從天海夫婦手中取得屬於小護的G石，並親自對天海夫婦保證小護還是他們的孩子。
讓猿頭寺調查護與戒道的身世，確認了兩人都是從Galeon所屬的超文明地區而來，但也僅知這些情報，所以希望取得G石的小護能給予更多的情報。
在原種大戰結束後離職，為阻止The Power的利用計畫四處奔波，看到大肆破壞的複製小護時大驚失色，從戒道口中得知小護離開地球的真相後，返回GGG，掀起表面名義上的叛亂，叛離至三重連太陽系去支援小護。
與史旺一起發動Goldion Crusher，對小護與戒道下了最後的命令與託付其思念，將兩人送回木星。
被霸界王侵蝕，已經由霸界天龍神證實是主導一系列攻擊的主謀。回復正常後，正式被任命為Gutsy Galaxy Guard的長官。
最後的命令是下令全員航向未來。
火麻激（配音：江川央生；香港：梁耀昌／OVA：李錦綸）
GGG的前线参谋，十分热血和强壮，经常赶赴作战现场，剛開始的時候不怎麼相信小護的力量。
为Goldion Hammer的辅助机器人Goldymarg提供思考模式作为超AI基础，結果沒想到兩者之間有很嚴重的代溝。
也是ID5的成員。
手裡經常拿著一個無線電對講機，常常單手就捏壞。
在為小護送行時約定，只要小護碰到危險就呼叫他們，GGG隨時都會趕去幫忙，感情意外豐富，甚至在目送小護與Galeon時大哭。
跟隨前長官一起叛變，戰爭結束後笑著說我們已經回不去地球了，在目送小護與戒道兩人時，叮嚀到家後要說「我回來了」。
史旺・懷特（配音：ならはし みき；香港：林元春；台灣：王華怡）
丽雄的得力助手。美国人，会多国语言，平时也经常日语和英语混杂地说话，十分漂亮性感，有一個哥哥史達利安。
在Galeon帶著小護回GGG基地時，懇請小護出來。
協助麗雄與命監控凱的身體機能，對小護眨眼間就治好凱的身體稱為奇蹟，命不在的時候她會暫時進行代理管制。
與大河一起發動Goldion Crusher，看護著受傷最重的小護與戒道。
獅子王麗雄（配音：緒方賢一；香港：譚炳文）
凯的父亲，GGG的技术博士，名列世界十大頭腦之一，经常穿着带喷气装置的溜冰鞋。GGG对G石的利用出自他的研究。
十分关心儿子的安危但信任儿子能克服，知道凱本該在那場意外中死去，但是卻能以改造人的身分活著，對這件事感到慶幸又痛苦，所以一直支持著凱的所有決定。
其實一直無法原諒自己做出為了讓凱活下去而變成改造人的這個決定。
將小護當成自己的孫子在疼愛著，也很感激小護一次又一次的救助凱。
在GGG出战木星时，於第45話牺牲，死後和依靠「The Power」保存灵魂的妻子绊重新会面，兩人將The Power的力量交付給凱，並叮囑不能過於依賴The Power。
跟哥哥雷牙不知道感情是好還是壞，兩人一見面不是拌嘴就是吵架。
《霸界王篇》時將The Power送至傷痕累累的GGG伙伴身邊完全治癒他們，並告知他們現身處於宇宙之卵中，以及Oath Over Omega等事，後又透過姪孫女紗孔羅告知會將凱送出去。
猿頭寺耕助（配音：カシワクラツトム；香港：鄺樹培、馮錦堂（代配）／OVA：馮錦堂；台灣：林協忠）
GGG的信息情报官，精通计算机技术，样子邋遢。GGG基地的控制系统出自其手，同时也是情报部的情报机器人博爾霍克的直接负责人。
一手安排小護的護衛工作，同時也幫小護掩飾他外出的原因。
其父耕市過去曾是ID5的一員。
牛山一男（配音：石川洋昭；香港：陳卓智）
GGG整備部的操作员，负责机动部队的装备维护，胖子，有三个弟弟，其中四弟末男和护同班。
個性憨厚，知道小護跟自己的弟弟同年，所以對小護因自身能力必須加入這場戰爭感到難過。
對各式武器與機器瞭若指掌，其下三個弟弟也深受他的影響。
獅子王雷牙（配音：緒方賢一；香港：源家祥；台灣：劉傑）
美国NASA负责研究G能源和聲波武器CR的技术博士，麗雄的兄长，经常和麗雄斗气。
跟麗雄的個性不同，與麗雄並列世界十大頭腦。
有28個異母孩子，在露妮因生體網路之故成為改造人後，以G石穩定住露妮瀕臨崩潰的身體。
在逃離三重連太陽系時拼命進行計算，也知道回去後時間也可能已經不再是他們出發的時間，在麗雄的協助下成功封鎖Triple Zero造成的蟲洞，但也因此下落不明。
史達利安・懷特（配音：岩田光央；香港：李錦綸）
史旺的兄长，雷牙的得力助手，為聲波武器機器人麥克系列提供思考模式作为超AI基礎。
GGG海灣塔基地毀滅時搭乘分區艦天照(アマテラス)親自迎接小護，並對天海夫婦保證會將小護平安送回他們的身邊。
與GGG其他人留在崩毀中的三重連太陽系，後被霸界眷族化，成為Mic Sounders13世的人質，獲救後訝異於時皆已過九年，並盡可能地將所知一切全數告知。
野崎通（配音：竹村拓；香港：李錦綸）
伊索德(イゾルデ)粒子加速器设计和负责主任，其对研究的入迷被EI-01利用变为EI-12，最终被击败并净化後，参与到新GGG太空的軌道基地的建设。
《霸界王篇》成為新生GGG的三博士之一，屬於高層。
犬吠崎實（配音：曾我部和恭；香港：馮錦堂）
在故事2年前竞选GGG基地控制系统开发主任时败于猿頭寺而心生怨恨，被利用成为EI-15，突袭GGG基地后被猿頭寺设计引出基地并被击败净化後，参与到新GGG太空的軌道基地的建设。
《霸界王篇》成為新生GGG的三博士之一，屬於高層。
平田昭子（配音：井上美紀；香港：蔡惠萍）
重力制御系统开发主任，被利用为EI-20，最终被击败并净化後，参与到新GGG太空的軌道基地的建设。
《霸界王篇》成為新生GGG的三博士之一，屬於高層。
楊龍里（配音：中博史；香港：馮錦堂；台灣：劉傑）
中国科学院航空星际部开发局的主任，负责中国版龙神系列風龙和雷龙的开发。
對麗雄博士有著競爭心，被明確指出風龍與雷龍無法進行對稱連結時亦也感到不甘，但是在看到風龍與雷龍成功對稱連結時，手裡捧著的Zonder核心，才知道他們是為了掩護我王凱牙與救援被Zonder化的民眾才成功。
原種大戰結束後，於GGG叛變時與大河立下密約，要盡全力阻止The Power的利用計畫，目送GGG眾人出發，並讓CR機組排出GGG的標誌為其送行。
之後代替八木沼擔任GGG的代理長官，在GGG的叛亂罪名被洗清後離開。
後來為了迎接Gutsy Galaxy Guard，違反與大河的約定決定發動計畫Z，受Gutsy Global Guard的新任長官阿嘉松滋之託擔任顧問。
知道小護與戒道一直在拼命守護的秘密，所以幫忙隱瞞。
露妮・卡迪夫・獅子王（配音：嘉數由美；香港：林雅婷；台灣：陶敏嫻）
簡稱露妮・卡迪夫，《FINAL篇》出现，雷牙的女儿，小時候曾被國際犯罪组织「生體網路(バイオネット)」所抓并改造成改造人，母親「芙蕾雅・卡迪夫(フレール・カーディフ)」也在當時就已過世，后来被「香榭爾(シャッセール)」救出，并由雷牙为其加装G石维生装甲以维持由于被改造而不断发热的身体。法国对抗特殊犯罪组织香榭爾的特别搜查官。由于不幸的成长遭遇对父亲怀有恨意，但已逐渐原谅父亲。
常態會穿究極裝甲，在戰鬥時喊裝備，會裝備右眼電腦護目鏡(サイバースコープ)，招式有踢，武器有史密森手槍，必殺技火箭發射器(ロケットランチャー)。
在外傳小說獅子的女王裡，因為生體網路製造出疑似Zonder機器人，所以向GGG請求協助，第一次見到小護發動能力。
個性孤傲，舉止十分粗暴衝動，凱對此也感到很頭痛，後來跟隨GGG一起佯裝叛離，前去三重連太陽系支援孤軍奮戰的小護。
跟異母哥哥阿嘉松滋感情意外的好，滋曾協助露妮運送物資，並約好露妮回來後要去見見滋的愛女沙孔羅。
在外傳中曾經一度只靠自身意外變形開啟極致模式，同樣有時間限制180秒，時間一到就會恢復原狀，但露妮的無法自由意思使用。喜歡索爾達特J。在與索爾達特J牽手時，可與J寶石產生G+J共鳴，除了讓自身變形開啟極致模式之外，還會提供索爾達特J也升級，沒有時間限制，但若把手放開，能力加成則會消失。兩人一起與遊星主對抗，戰鬥結束後披著冷凍被降溫，在送走小護與戒道時，要戒道好好的珍惜養母。
八木沼範行（配音：真殿光昭；香港：黃子敬）
《FINAL篇》由防卫厅派驻接任大河成为新GGG軌道基地的司令官，個性悠閒，代替大河幸太郎負責下達命令執行我王戰牙的：「終極融合批准」，在《FINAL篇》GGG准备出战三重连太阳系时给予支持，并准备辞职交还大河指挥权，後來在大河準備強行出發時，下令讓木匠隊機器人為其掩護。
之後一肩承擔起Gutsy Galaxy Guard的佯裝叛亂而暫時停職，在洗清罪名後續任長官，在改制成Gutsy Global Guard後，依然繼續擔任Gutsy Galaxy Guard的長官，因為滋說要為那些仍在宇宙的另一端的人保留一個可以回來的地方，在凱回來受命擔任代理長官後正式請辭，並將職權全轉移給凱。
高之橋両輔（配音：小林清志；香港：潘文柏）
《FINAL篇》接任雷牙的职务，世界十大头脑之一，有『98%、○○○』的口癖。
《霸界王篇》仍繼續擔任顧問，看到恢復記憶與能力的阿爾艾特時百感交集，接受阿爾艾特的請求為其寫推薦書，推薦她進入GGG。
帕比雅・諾瓦爾（配音：川澄綾子；香港：黎桂芳）
《FINAL篇》登場，生體醫工學者，由香榭爾調任到3G，猿頭寺耕助的戀人。由於大學時代曾反覆實驗過蘑菇等幻覺性物質，而獲得了能從自然界發出的電波預知未來的精神感應能力。因複製體天海護大鬧的事件而喪生。後來再度在複製三重連太陽系登場的為複製體的帕比雅・諾瓦爾，但是也同樣被3G眾人接納，最後仍因索爾11遊星主的消滅而隨之消失，但表示會活在猿頭寺耕助的心中直到永遠。

#### 其他
天海勇（配音：鹽屋浩三；香港：鄺樹培）
护的养父，在宇宙开发公團工作，十分爱护家庭和护，在故事8年前在北海道从北極狮子收养了护，对当年给予护的北極狮子十分憂心，擔心最終會帶走小護，後來查覺到北極獅子的出現經常是在小護有危險時，才理解了北極獅子其實是小護的守護者。
與過去的上司大河會談後，理解了小護終因他的身世與能力而被迫捲入戰爭中，所以決定要將時間全花費在與小護的相處。
但仍对护将会离开十分理解，在小護不得不離開時，告訴小護他若是要回來隨時都能回來。
2016年時擔任宇宙觀測局局長，協助時任聯合國機要秘書的磯貝櫻凍結The Power的再利用計畫，依然時刻關心著小護。
天海愛（配音：紗百合；香港：蔡惠萍；台灣：王華怡）
护的养母，家庭主妇，故事八年前从北極狮子收养了护，一直很擔心北極獅子會帶走小護，在與勇的前上司會談後，得到保證，小護仍是屬於他們的孩子。
但仍对护将会离开十分理解。
磯貝樱（配音：吉田古奈美；香港：黃麗芳）
大河幸太郎的总裁秘书，是位美艷的秘書，不知道大河的GGG总司令官身份。十分支持和信任大河。
後來大河離職轉任GGG的長官，跟大河約好會一直等待他，即使大河辭職轉任GGG的長官也依然稱呼他為總裁。
看似柔弱其實個性相當堅毅，十分受歡迎，但為了等待大河總裁，而一直單身。
之後與眾人一起目送小護的離去。
2016年擔任聯合國總秘書長的機要秘書，繼承大河的意志，竭盡所能地阻止The Power的利用計畫，被蘿瑟等人暱稱為櫻桃(Cherry)。
初野華（配音：吉田古奈美；香港：林元春；台灣：姚敏敏）
护的同班同学，喜欢护，害怕的时候会不停地念“我不怕”，会跳芭蕾舞，有養一隻寵物大狗名叫「約瑟夫(よーぜふ)」(還生了七隻小狗)。
因為遭機界最強七原種挾持意外得知小護的身分，理解了小護不為人知的另一身分，後來在小護離開地球時舉辦婚禮。
目睹複製體小護與戒道的戰鬥，後來才從戒道口中得知小護與他都不是地球人，而是來自遙遠的宇宙，他與GGG的叛亂行動是為了去支援孤身一人持續奮戰的小護。
在兩人歸來後一起去祈願石碑祈禱眾人的歸來。
入選為新生GGG的隊員，正式成為隊員後接手休產假的菖蒲進行覺醒人凱號的管制任務，因為單手施力不夠敲破終極融合的保護膠片，所以自己另外想出雙手交叉握拳捶擊的方式。
曾私下調查命的身體檢查資料，似乎已經知道護的健檢報告。
初野菖蒲（配音：楢橋美紀；香港：黃麗芳）
初野华的堂姐，相当男子气概，喜欢看热血的东西，如暴走摩托，地下搏击等。但也十分照顾堂妹。
正式加入GGG後在生體網路的一次襲擊中進行小護與戒道的管制，與牛山次男結婚，育有一子─牛山一，在休了一段時間產假之後便已離職。
數納鷹泰（配音：柏倉つとむ；香港：蔡惠萍）
护的同班同学，戴眼镜，十分富有，经常和丽子炫富，但炫不过丽子。
曾入選為少年GGG的隊員，後離開。
狐森麗子（配音：楢橋美紀；香港：黃麗芳）
护的同伴同学，非常富有，和数纳炫富总能令数纳泪目，好像有很强壮的臂力。
在最強美女軍團才知道已破產，她為了支撐自己的驕傲而虛張聲勢，十分關心小護與小華兩人之間的感情。
曾入選為少年GGG的隊員，後離開。
牛山末男（配音：石川ひろあき；香港：林丹鳳）
牛山一男的弟弟，护的同班同学，从哥哥得知很多GGG的信息并告诉周围人。
於《霸界王篇》與小護一起入選為少年GGG的隊員，在二哥次男的手下工作。
被滋告知三男參與覺醒人V2的失竊案件。
戒道夫人（配音：森沢芙美；香港：林丹鳳）
戒道的養母，時時刻刻關懷戒道的溫柔女性，九年前在阿蘇山撿到亞爾瑪，取名為幾巳後收養。
戒道在東京侵攻後下落不明，一直很擔心他，結果導致被腸原種附身。
身體很不好，自那之後就一直在住院，《FINAL篇》地球因遊星主之故崩毀時，一直在醫院裡，GGG的成員似乎已告知戒道的平安，但又隨GGG的佯裝叛亂行動離開。
戒道歸來後，抱著戒道大哭。
《霸界王篇》返回故鄉，因在住院，且戒道的身分是機動部隊的副隊長，母子兩人聚少離多，但依然時刻關心著養子。
阿爾艾特・波米艾（配音：釘宮理惠（霸界王漫畫版第1卷特典廣播劇CD））
僅在外傳漫畫登場，後於《FINAL篇》中出現在回憶裡與殘破的宇宙開發公團。
生體網路操控基因而生下的超天才兒童，後在凱與命的一次行動中被救出。
年僅五歲就能獨立開發我王機組的管控程式，個性高傲而孤僻，後因我王戰牙被生體網路搶奪，為其所寫的保護程式亦遭到破解，自尊心嚴重受創。
後自願被當成人質希望能交換被擄的命，在逃出時捨身救命，但因此失去記憶與超智力，後被送回親生母親的身邊，一無所知的情形下成人。
十年後在一次GGG的救援行動中被救出，被生體網路欲當成疑似Zonder金屬與疑似Zonder機器人的素體，與其他被綁架者困在倉庫中，因為過於聒噪被綁起來，喜歡戒道。
因此事恢復記憶與能力，要求重新加入GGG，並協助開發合體管制程式，同時負責凱的戰鬥管制。

### 三重连太阳系
一个由三个行星组成的太阳系，离现实的太阳系相当遥远， 但通过克雷恩利亞彗星(ギャレオリア彗星)的ES窗口可以进行远距离传输。 三个行星都具有相当发达的科技。後來的霸界王章透露，三重連太陽系所存在的宇宙，其實是存在於「現在」的宇宙之前的「過去」的宇宙，換言之三重連太陽系是存在於過去的時空。「過去」的宇宙最後被Triple Zero～宇宙攝理所毁滅，回收一切物質後再誕生成「現在」的宇宙。Z主體 及 遊星主的失控，其實是受到Triple Zero 侵蝕而成為霸界王，加速宇宙之毁滅及新生。
紫之星创造了一种能够将负面情感从生物移除并转化成能源的金属—— Zonder金属，後來控制異械金屬的主體程式——Z主體失控，其得出「生物的負面感情是不需的，如果生物和Zonder金屬合體，就可以完全消除生物的負面感情。」的結論(在霸界王中據雷牙博士推測，Z主體之所以會得出這種結論，是因為它遭到Triple Zero侵蝕成為了紫之星的霸界王導致的），於是主體程式將自己分割為31份，前往其他星球进行机界化，被Zonder金属吸附的生物会被机界化。但其与绿之星天海护天生特有的G能源和红之星仿制G能源的J能源有冲突，能将被机界化的生物还原。紫之星被机界化后向外扩张，绿之星的首领，护的生父制造了機器狮子并将护送往地球并用于阻止主體程式的扩张，而红之星也仿制G能源制造出J能源，并制造了大量带有J能源的生体兵器，以J能源驱动的大型机动战舰和相应的驾驶者，组成大型的舰队以反击紫之星的入侵，共31组，但有29组在尚未建成就被襲擊而銷毀。最终红之星和绿之星先后被机界化。
在《FINAL篇》，三重连太阳系开始由索爾十一遊星主的重生程序进行重建，其能源来源于增幅G石，能源输出更稳定，但与始源靈光对立。
但由于重建的组件帕斯休機器再生系统会吸收太阳系的暗物质，令太阳系频临崩溃。护尝试劝阻无果，反遭追杀，后来GGG舰队遠征至三重连太阳系进行反击，最终以几乎全军覆灭的情况下，消灭了索爾十一游星主并阻止了太阳系的危机，最后只能顺利將护和戒道送回太阳系，而剩余成员留困于三重连太阳系。

#### 绿之星
天海護（配音：伊藤舞子；香港：雷碧娜；台灣：陶敏嫻）
绿之星人，該隱的亲生儿子，本名拉提歐（Latio，拉丁文意思為理性），生来拥有对抗紫之星机界力量的G能源，婴儿时在绿之星被机界化之前由機器狮子Galeon送到地球由天海家抚养。喜歡小華。
因其力量之故被GGG特別錄取為特別隊員，並安排博爾霍克擔任護衛，如果是在針對Zonder作戰的話，擁有可以直接下達命令的權力，其權力僅次於大河。
其能力不光是能淨解Zonder，平常凱的G石也是小護負責補充能源，也曾在深海之中將我王凱牙拖出水面，在東京侵攻時，用盡全力發動能力，修好了機動部隊因彈丸X之故徹底毀損的G石。
接到緊急召集令前去軌道基地，從大河手中取得原本屬於他的G石，本希望小護能與Galeon共鳴，給予更多情報，但失敗。
在與Galeon獨處時質問Galeon，因此與保存在Galeon體內的該隱備份複製人格共鳴，並以此為契機，覺醒了綠之星的記憶與能力，能力覺醒後不但能淨解機界31原種，還能與之對抗。
記憶與能力覺醒後一直苦惱於自身的定義，但因養父母溫柔的接納而堅定自己是地球人的信念。
聖誕節前夕與雙親共度過早的聖誕派對，後被搭乘Galeon的凱迎接，坦言告知如果他與戒道若沒能趕去木星會引起不可挽回之事態。
已告知眾人自身的身世，還有與Zonder之間的因緣。
對Zonder作戰結束後帶著Galeon返回三重連太陽系企圖阻止索爾十一遊星主，後奪走並利用帕斯休機器複製自己與Galeon逃走，與戒道等人會合後又再次分散，後來利用G水晶解放Galeon的真正姿態。
GGG眾人抵達三重連太陽系後，一直暗中守護眾人，因為還要維持G水晶所以不能離開太久，在帕比雅遇襲時出手救下她，後來與遊星主中的假該隱對峙，為了爭取一點點勝算拚死奮鬥。
帶著眾人的心願與大河親自下達的最後命令，與思念返回木星。
自三重連太陽系回來後，因兩人的證詞終於洗刷GGG的叛亂汙名，於2009年入選為GGG少年隊的成員，後於生體網路的一次襲擊中，與戒道一起坐上覺醒人Z號，正式成為GGG的隊員，不願只是等待，而是為能前去木星迎接過往的夥伴們努力。
Gutsy Galaxy Guard改制成為Gutsy Global Guard後擔任機動部隊隊長，駕駛重新開發的覺醒人凱號。
在一次意外中與進化人的拉彌亞見面，並從拉彌亞口中得知霸界王的事，被拉彌亞稱為發光的孩子。
該隱（配音：千葉耕市；香港：蘇強文）
名字出自聖經的「該隱」。三重連太陽系綠之星的主人，拉提歐的親生父親，在無力抵抗機界化時，将自己的意识備份複製到機器狮子Galeon中，十分看护儿子的安全。并间接给予了很多关于G能源，AI开发和机界31原种的信息。
於木星決戰時借用了The Power的力量得以與凱對話，表明自己在救了凱的那時他所備份的複製人格就已毀損，無法繼續維持自身的存在，並將自身的信念與兒子託付給凱。
原本為了預防遊星主失控而製造出對立的Galeon，但因綠之星的機界化只好將兒子交給Galeon帶走，1997年時抵達日本北海道，將孩子託付給天海夫婦。
拉提歐的親生母親─「媽媽(マザー)」的本名則是不明。

#### 红之星
戒道幾巳（配音：紗百合、齋賀光希﹙霸界王～我王凱牙對進化戰記～﹚；香港：黃麗芳／黃玉娟(OVA)；台灣：王華怡）
红之星的生體兵器，仿制绿之星出生的該隱之子所持有的G能源被赋予了J能源，而基因是仿制红之星的首領亞伯的基因，在红之星被机界化後被送到地球後被戒道夫人抚养，起初沉默寡言，在EI-01攻击东京时恢复了任务记忆，净化了被机界化的J方舟主电脑「特摩洛0117(トモロ0117)」和改造人戰士索爾達特J。原名亞爾瑪（拉丁文意思为武器）。
記憶恢復後便跟著J一起行動，收集淨化原種後殘存的Zonder水晶。
因為是生體兵器，所以有男性與女性的亞爾瑪，但是目前僅剩下他，原種大戰時與J一起衝入心臟原種自爆，但是被彈飛到宇宙邊緣，意外的發現到宇宙逐漸邁入崩毀。
後來才從逃難的小護口中得知原因，在被追殺時與小護失散，墜落於澳洲並失去記憶，恢復記憶後與複製體小護打了一場，並將他所知的一切全數告知GGG，間接引起GGG的佯裝叛亂。
結束三重連太陽系的戰爭後，與小護帶著眾人的思念與期盼返回地球。
2009年與小護一起入選為少年GGG的隊員，並登上覺醒人Z號作戰，正式加入GGG，在GGG的後繼機種覺醒人凱號擔任攻擊的一方，改制後成為機動部隊的副隊長。
因為跟小護同為異星人，兩個人只要進入淨解模式就能操縱覺醒人系列的機體。
索爾達特J（配音：真殿光昭；香港：梁偉德、鄺樹培（代配）／OVA：鄺樹培）
前期被洗腦成敵人─機界四天王的異械族(ゾンダリアン)之一的皮茲，被打敗之後，被戒道幾巳淨解，而恢復戰士的身分。後期為索爾達特J，三重連太陽系─紅之星的主人亞伯所製造的J寶石的改造人，索爾達特師團(ソルダート師団)的殘存者，是師團中最強的戰士，本名叫「索爾達特編號J-002」，必殺技為劍(別稱又叫輻射切割刀，ラディアントリッパー)。
與凱抱有競爭心，即使被淨解了也還是沒變。
由於戒道是僅剩一人的亞爾瑪，對他們來說是很重要的存在，所以很保護與照顧戒道，平常都是稱他為亞爾瑪。
原種大戰時衝入心臟原種利用The Power自爆，但被彈飛到宇宙邊緣，意外發現宇宙正在崩毀，後遇到帶著帕斯休機器逃難的小護，從他口中得知原因後給予協助，結果被俘。
獲救後與露妮一起對抗索爾11遊星主，結束後告知戒道他已經不用再戰鬥了，可以做回「戒道幾巳」，不必再繼續當亞伯的生體兵器亞爾瑪。

#### 紫之星
機界四天王
由EI-01所带来的被机界化机生体「Zonder族(或稱異械族，ゾンダリアン)」，比一般異械化的生物要具有自己的意志，同異械為機界昇華而活動，在故事前期將Zonder金屬先附在生物上變成「Zonder人(或稱異械人，ゾンダー人間)」，並與無機物融合產生出「Zonder機器人(或稱異械機器人，ゾンダーロボ)」襲擊人類。機界四天王是由波羅涅茲（Poloneise，配音：塩屋浩三；香港：魏惠文/張炳強；台灣：劉傑）、普莉瑪達（Primarda，配音：紗ゆり；香港：林丹鳳；台灣：王華怡）、皮茲（Pita，必殺技為毆打）　配音：真殿光昭；香港：梁偉德；台灣：林協忠和弁奇儂（Pinchernone，配音：柏倉つとむ；香港：鄺樹培／OVA：李錦綸；台灣：林協忠） 所組成，在平時以人類的外型出現在人類面前，前兩者製造出的Zonder為陸上型機器，皮茲則是航空機器，弁奇儂則為軍艦。波羅涅茲和普莉瑪達原是紫星的人類，前者為一個男性科學家，後者則是一個女性舞蹈家。皮茲和弁奇儂則原分別是紅星所製造對抗Zonder的改造人「索爾達特J」的002號士兵和「J方舟」戰艦上的中央生體主電腦—「特摩洛0117」。
機界31原種
機界31原種就是主體程式─「Z主體(Zマスター)」(身高140000公里，與木星直徑同等尺寸，有地球的直徑十倍以上的巨大，必殺技為衝擊波、雷射)分割出的31份之分別個體，每一個原種擁有人類器官的一種名稱，外觀也極為相似，部份者有獨特的能力。ZX系原種與EI系Zonder機器人都具有自我再生能力，另外原種可以獨自思考與活動，能與其他原種、生物以至衛星合體，其中能力最強者為7原種——眼、肝、肋骨、腕(擅長衝擊波，別稱又叫超重力波或超指向性重力波)、爪、腸(擅長吸收？？？？，別稱又叫「微型黑洞，マイクロブラックホール」)、耳。所有原種皆聽從心臟原種(必殺技為衝擊波(鼓動？))，也可以自在地操縱多數血管攻擊)之指揮，心臟原種同人類心臟一樣亦有分作兩部份，一份為帕斯達（配音：緒方賢一；香港：梁耀昌）（即EI-01，身高300公尺，必殺技為屈折光線、以及衝擊波），一份為芭莉安契（配音：吉田小南美；香港：沈小蘭），負責情報收集，外型如女性小丑）。最終原種於木星決戰篇合為一體，並吸收「The Power」加速機界昇華，但最後因為眾勇者機器人們藉由頭髮部位侵入其體內，在內部又與昔日的31原種交戰，最後抵達心臟原種的位置，勇者機器人們以攻擊開路讓王者傑達從動脈開口處侵入心臟內，捨身徹底釋放出The Power全開造成力量超越了崩壞臨界點而暴走、失控反噬而消滅。

#### 索爾11遊星主
索爾11遊星主是三重連太陽系的再生程序，利用帕斯休機器的再生系统讓已被機界昇華的三重連太陽系復原，所以被稱為三重連太陽系的守護神。總數有十一人，每人有自己在讓三重連太陽系復活後的職責。但是卻跟主體程式Z主體一樣失控（正確來說是為了復原三重連而無視其他宇宙生存權利，在霸界王篇中更解釋了遊星主及Z主體之行動，都是應對宇宙攝理Triple Zero）。因在復原過程必需的帕斯休機器是把宇宙的暗物質回收並轉化成能源的物質再生系統的中樞回路。就是因为其以吸收太阳系的暗物质来实现复原过程，而威胁到太阳系的安全，从而引致《FINAL篇》发生 。
遊星主的能源來源是增幅G石。比起G石，同樣和Zonder金屬對立，但增幅G石的能源輸出較為穩定，不過失去G石無限勇氣帶來無限能源的性質。而和增幅G石對立的能源是G水晶發出的始源靈光，和這個三重連太陽系再生程序對立的，是使用始源靈光為能源來源，作为反向程序的始源・我王凱牙。
帕爾帕雷帕（PALPALAPA，配音：梁田清之；香港：潘文柏；台灣：劉傑）
最早出現在GGG面前的遊星主，擁有外科醫生一樣的外表，特徵是白衣、右臂裝有的注射器狀的設備，右眼的位置上是增幅G石。與以前所知的G、J兩種力量不同，他借助增幅G石可以展開蝴蝶一般的翅膀。性格冷酷，經常自稱為神，稱我王凱牙為惡魔，言行比較傲慢。
他擁有跟化學方面有關的能力，可以施放帕雷索粒子(パレッス粒子)讓敵人怠惰失去戰意，也可以用在頭部植入化學螺栓(ケミカルボルト)控制敵人肉體。白兵戰能力極強。作為遊星主，他的本來職責應該是利用化學物質改善復原後的三重連太陽系的環境。
可以與分子構造模型狀的原石方塊「化學機組(ケミカルマシン)」進行化學融合(ケミカルフュージョン)成「帕爾帕雷帕・強化(パルパレーパ・プラス)」，必殺技「天神與惡魔(ゴッドアンドデビル)」。
也可以以背部的針筒注射型針頭(シリンダータイプカーベータ)自我注入化學奈米機器(ケミカルナノマシン)的興奮劑強化注射(ドーピングシリンダー)的「帕爾帕雷帕・般若(パルパレーパ・プラジュナー)」，無限出力，是將增幅G石一口氣釋放界限以上力量的升級姿態，但同時也有機能停止的危險性，相當於是遊星主版的彈丸X。必殺技天神與惡魔。
比超利安
外形古怪得難以形容，特點是有兩隻觸手般的細長手臂，左手裝備了巨大的磁鐵，右手裝備了大風扇葉，依靠巨大的磁石和風扇的旋轉力產生的強力電磁龍卷來攻擊敵人的能力。本來的職責是調整再生後行星的氣象和地磁場。
培伊・拉・該隱（配音：大木民夫）
他是模仿三重連太陽系中綠星的首領該隱而建造的程式，擁有和該隱相同的容貌和能力。本來的職責是作為再生後三重連太陽系绿之星人們的領導者。
比華達
以鏈鋸和打樁機作為武器的遊星主，背後的「光環」是可以折疊的鏈鋸，右腕的打樁機可以發射重力波攻擊。本來的職責是再生後三重連太陽系中的設施建設與拆除。
碧爾納斯（配音：半場友惠；香港：陸惠玲）
外表是大胸部的蜜蜂女王，總是高聲尖笑，自稱「美麗和快樂的女神」，從言行來看，有SM的属性，好像不知什麼原因對露妮很執著，自從初次遭遇以來，好幾次都向露妮發起攻擊。
碧爾納斯作為遊星主的職責不明，不過似乎是帕爾斯・亞伯的護衛，或是負責再生後三重連太陽系的藝術與娛樂文化。
比薩・索爾
外表是個面容清秀的長髮少女，周身散發出光芒，額頭有顆粉紅色的、形狀像帕斯休機器的五星。與帕斯休機器和無數原石方塊構成的恆星融合後，她的外形是個發光的星體，曾被誤認為是太陽。
她的最重要的能力是與以帕斯休機器為核心的恒星尺寸物質再生系統融合，與太陽直徑同等尺寸，是物質復元裝置本來的樣貌。可以提供索爾11遊星主無限再生、無限複製、無限增殖的能力，以恆星規模不斷釋放強力的斥力場(レプリションフィールド)，不管是誰都無法接近，內部有強大的壓力。
布魯坦
同博爾霍克一樣，它也是個忍者，持雙刀，全身都是粉紅色，胸前有個狼頭，而腳是野獸的爪子。它在遊星主中算是小個子，但作為忍者，機動力和隱密性都很優秀。除外，还能抢夺非AI辅助机器的控制权。本來的職責是利用其特點進行諜報活動。
貝魯克利歐
身體分為兩部分：下面的是鯨魚型的音樂盒，尾巴是旋轉的鑰匙， 細看上去還裝備有答錄機、桌面音響等 。而站立在上面的，則是它的本體，是個身穿禮服、頭部是喇叭的指揮家，它有手臂卻沒有手，指揮棒是懸浮在空中的。它周圍還有很多懸浮在空中的小音箱。它的體形要大得多，擅長利用周圍懸浮的揚聲器進行立體的音響攻擊。
本來的職責是在三重連太陽系復原後，用音響攻擊殲滅可能出現的Zonder金屬。
帕爾斯・亞伯（配音：紗ゆり；香港：黃麗芳）
模擬三重連太陽系中紅星的首領「亞伯(アベル)」(名字出自聖經的「亞伯」)而建造的程式，外表自然也是一模一樣。因此在一開始時，被誤認為就是亞伯本人。她的特徵酷似亞爾瑪（戒道），擁有J力量，也能在頭上出現光環、背後展開紅色的鳳凰尾翼。不過，在她的外套掀開可以讓多數的重火器展現攻擊，戒道就敗在這招之下。
她是遊星主中特別具有領導力的一人，經常向比薩・索爾和皮亞・迪凱姆等其他的遊星主發布指示，平時總和碧爾納斯、皮亞・迪凱姆兩人一起行動。她精于計算，為達目的不擇手段。在言談中經常使用命令口吻，說出來的話經常含有污蔑別人的意思，讽刺戒道为劣质品。
皮亞・迪凱姆
古代騎士模樣的傢伙，全身穿著漆黑的鎧甲，四肢細長，手持長柄大鐮刀，儼然一付死神的模樣。從來不說話（也許根本就沒有語言功能），擅長接近戰鬥。
他在敵方中相當於J所扮演的角色，但可能是個沒主見的傢伙，完全聽從帕爾斯・亞伯的命令。
他能與航空母艦「皮亞・迪凱姆・戰艦(ピア・デケム・ピット)」進行超巨體融合(ギガフュージョン)，變成比King J-der還巨大的黑色機器人「皮亞・迪凱姆・戰神(ピア・デケム・ピーク)」，身高130公尺，由於皮亞・迪凱姆沒有語言能力，使用時由帕爾斯・亞伯代替下指令。由艦首分離並合體到人形背部的衝角部分，設定上也可以單獨融合變形與行動，但名字與形態不明，分離後的皮亞・迪凱姆・戰艦的航空母艦狀態的名字也不明。絕大的力量甚至在King J-der之上，ES艦載機與ES爆雷可以開啟ES窗口進行空間跳躍移動，也具有光子變換翼機能，還可以放出無盡藏的機雷艦載機與反中間子艦載機的引爆式小型戰鬥機攻擊。
本來的職責可能是輸送其他的遊星主以及和殘存的Zonder進行戰鬥。
普拉奴斯
左手持紫色半透明盾，右手執長矛，外形像身著鎧甲的女神。
它本來的職責不明，可能是以戰鬥能力來保護其他的遊星主。

## 登場機器

### 特殊機體
Galeon
台灣木棉花版翻譯「克雷恩」，博英社版TV翻譯「伽利歐」OVA翻譯「克雷恩」。故事開始的八年前將一名嬰兒送至天海夫婦身邊，六年後，於EI-01入侵地球時出手，並救出了當時人在受損太空船中的凱。
麗雄以Galeon的身體機能為樣本進行反向操作，將瀕死的凱改造成改造人，後來與凱手臂上的G石共鳴，給予了許多有關製造大型機器人的技術與Zonder、機界31原種的情報，之後陷入沉默，不再回應。
故事開始的2005年，因為感應到小護的危險而復甦，後來在遭遇EI-03後，親自去迎接小護帶往GGG，能與小護溝通，小護多次遇難也前來營救，亦因此行為讓大河與麗雄懷疑起小護是否為地球人。
被原種稱為「該隱的遺產」。後來在大河將屬於小護的G石歸還後，讓小護覺醒了綠之星的記憶與淨解原種的能力，在最強七原種來襲時亦回應小護的請求。
後來才確認裡面保存了小護的親生父親，綠之星的領導者該隱的備份人格，原種大戰後被小護帶走，返回三重連太陽系。
《FINAL篇》確認原本是作為反制索爾11遊星主的系統中樞而被製造出來，但因紫之星的Zonder系統暴走，被改造成對Zonder用的系統，並封存資料，讓Galeon帶著唯一倖免的嬰兒逃走。
被小護封鎖在G水晶裡，並解放其真正的能力與姿態，在結束索爾11遊星主的戰爭後，保存在裡面的資料讓受困眾人得到一絲希望。
被宇宙的攝理侵蝕為霸界王，在凱差點被侵蝕時救出他，最後以始源螺栓刻意自爆，到最後仍在守護著凱與小護。

### GaoGaiGar系
我王凱牙
我王凱牙是GGG機動部隊對抗異械與原種最強力的武器。由機器獅子Galeon與主角改造人・凱的獅子王凱融合（フュージョン）變形而成的巨體機器人(メカノイド)─「凱牙（ガイガー）」，B-2轟炸機型的「隱形我王(ステルスガオー)」，新幹線子彈車型的「列車我王(ライナーガオー)」和鑽地戰車「鑽頭我王(ドリルガオー)」合體而成。
我王凱牙的合體過程名為終極融合（ファイナルフュージョン），需要得到GGG最高司令官大河幸太郎的同意，再由控制員卯都木命輸入合體程式。合體需時62.318秒。合體過程中凱牙會噴射出電磁粒子形成敵人無法突破的保護網，來為我王凱牙爭取足夠的時間合體（但也有被敵人突破的情況）。分類為超級巨體機器人(スーパーメカノイド)。
凱牙也可以單獨背部合體隱形我王、兩手合體鑽頭我王形態。
右手有攻擊用的破壞爆裂(ブロウクンマグナム)，是把飛拳高速旋轉的長程攻擊武器。左手有防禦用的防禦光罩(プロテクトシェード)，效果為短距離空間彎曲，可以防禦物理和光學性質的攻擊，也可以反彈攻擊。而膝蓋有攻擊性的鑽頭。
必殺技是將右手的破壞力量和左手的防禦力量結合在一起的地獄與天堂（ヘルアンドヘブン）。地獄，是把右手所有破壞性力量集中攻擊敵人。天堂，是把左手所有保護性力量集中把敵人Zonder的核心拿出來。使用本技時我王凱牙會釋放合體時的電磁粒子限制敵人的行動，然後將雙手握在一起突擊敵人的核心，並將其毀滅。此技威力極強但對駕駛員有嚴重的負擔。使用必殺技時的咒文為「蓋姆・基爾・鋼・高・古佛」，在绿之星语言中意为「两种力量合二为一」。
曾與超龍神、巨型博爾霍克，加上發動鉗子隊(プライヤーズ)使用未完成的Goldymarg共同一時的使出過合體技鑽石陣形(ダイヤモンドフォーメーション)可以將人質救出。
與已完成的Goldymarg則可以神鎚結合(ハンマーコネクト)之後，使用極致工具(ハイパーツール)的有鋼鐵粉碎之稱的Goldion Hammer，能在重力場中造出衝擊波，可以將任何物質分解成光子等級消滅，先用光之釘神鎚地獄(ハンマーヘル)刺入目標，再用Marg手腕(マーグハンド)上的拔釘器神鎚天堂(ハンマーヘブン)將核拔出，最後用鎚子的重力衝擊波將目標：「變成光吧(光になれ)！」，可以消滅與中國萬里長城融合的全長50公里的ZX-05脊椎原種的大部分身體。
還有有空間灣曲之稱的分割起子(ディバイディングドライバー)可以將空間歪曲將方圓數十公里的土地，凝縮移動一段時間，是戰鬥場地產生裝置，對海水也有用，自然復原大約30分鐘後，與由三名鉗子隊支援機器人─DP-C1、DP-R2、DP-L3合體再進行工具結合(ツールコネクト)之後，可使用空間修復鉗(ディメンジョンプライヤー)可以修復空間。
在遊戲「新世代機器人戰記BRAVESAGA系列」中，與超龍神、巨型博爾霍克，加上單獨使用Goldymarg版本也可以使出合體技鑽石陣形。
與超龍神，加上鉗子隊與Goldymarg也有合體技Contra Fall突入作戰(コントラフォール突入作戦)、白金陣形(プラチナフォーメーション)。
在外傳中有追加分子刨刀(モレキュルプラーネ)能把目標物質的分子鍵破壞，讓目標變為刨屑：「變成芥子粒吧(芥子粒になれ)！」、Goldion Moter(ゴルディオンモーター)能中和重力衝擊波，將其一瞬減衰、壯絕壓力鍋(グランドプレッシャー)可以將對象物關進鍋爐內並放出光輝以彩虹壓力鍋(レインボープレッシャー)的內部壓力將對象物粉碎，有將麥克13的唱片X技術轉用，可以針對特定物質進行破壞，有分尺寸五種類。
全高31.5米，重630噸，輸出功率10,000,000匹馬力，陸地上最高速度是172公里，最高飛行速度是音速三倍。但在宇宙中的行動力低下，裝甲耐熱上限是攝氏五千度。
第30集時，發動了彈丸X，原本連接於海灣塔基地的區域III，使用時發射到現場，可以讓機動部隊的勇者們將封印在G石內的膨大能源一口氣釋放，藉此引誘出界限以上的力量的機動要塞裝置，對決EI-01的時候使用。要使用時勇者機器人們必須先進入機動要塞裝置內部等待60秒的待機時間之後再出來，發動此狀態時的我王凱牙、超龍神、巨型博爾霍克、Goldymarg四機全員機體與駕駛員散發著綠色光芒。但使用後有能源歸零耗盡死亡的風險，最後是靠著天海護幫忙讓勇者機器人們的G石再度活性化來補充能源才勉強平安無事，因此此狀態平常無法常駐。
星間我王凱牙
宇宙戰仕樣，是為了在宇宙作戰而改良的我王凱牙。隱形我王升級為「隱形我王II(ステルスガオーII)」，搭載了宇宙推進器的超科技引擎。
凱牙也可以單獨背部合體隱形我王II、兩手合體鑽頭我王形態。
可以把隱形我王II的幻影環(ファントムリング)加在右手上，把原先的飛拳攻擊破壞爆裂強化為有剛腕爆碎之稱的破壞幻影(ブロウクンファントム，「ファントム」是指漢字「幻影」的意思)，防禦光罩把障壁環(ウォールリング)加在左手上升級為防禦障壁(プロテクトウォール)，大大提升了左右手的攻防能力。
極致工具可以沿用，還增加了極致工具機關起子(ガトリングドライバー)可將空間歪曲、回旋扭曲，從而鎖住敵人的行動，也可讓重力透鏡展開，將攻擊集中到一點上增幅威力。
曾與Mic Sounders13世、Mic Sounders部隊版本使出機關起子，也曾施展雙頭起子(ダブルヘッドドライバー)是左手使用分割起子、右手使用機關起子的同時裝備的空間歪曲應用技巧。
必殺技地獄與天堂。
與Goldymarg可以合體使用Goldion Hammer。
曾左手使用機關起子、右手使用Goldion Hammer的同時裝備。
在外傳中也曾一時的裝備兩基大型推進器兼簡易能源補給艦攀登者1號(クライマー1，同時裝備兩基稱為雙攀登者1號，ツインクライマー1)，形成「我王凱牙最大加速仕樣(ガオガイガー最大加速仕様)」。
最大馬力遠遠比我王凱牙更加提高。
第46、47集時，發動了The Power(ザ・パワー)，有超力之稱，在木星存在的充滿謎團的超能源，最初被發現時被稱呼為「木星X(ジュピターX)」，是無限之力，宇宙中存在許多未知的能源，The Power就是其中之一。可以讓原本沒有AI的木星探查船「朱比洛斯・5號(ジュピロス・ファイヴ)」的主電腦「尤比托斯(ユピトス)」賦予自我人格、生體網路也從木星探查船取得能源生產出一系列不同種類「混合人種(ハイブリッドヒューマン)」，是由人類與猛獸的DNA合成混合而成，稱為獸人、可以讓超龍神穿越時間與空間的超AI完整保存了六千五百萬年、讓獅子王麗雄夫妻在肉體死後意志仍作為精神生命體保存在木星、以及讓保存在克雷恩機體內原本已損壞的該隱備份複製人格得以一時的出現與獅子王凱交談，之後才壽命到達盡頭而消失、除了可以增強機體的力量之外，也具有再生修復力。此狀態之下的星間我王凱牙甚至可以一發破壞幻影小飛拳就摧毀木星衛星，發動此狀態時的星間我王凱牙、幻龍神、強龍神、巨型博爾霍克、Goldymarg、Mic Sounders13世、King J-der七機全員機體與駕駛員散發著黃金色光芒，後來敵人Z主體也同樣吸收了此能源作為動力源。此能源也是「毀滅的力量(滅びの力)」，不過要小心，不能沉溺於The Power之中，過度濫用有可能失控招來自我毀滅，因此在大戰結束之後，勇者機器人們即解除此狀態，平常無法常駐。
第49集時，在與機界新種佐弩達機器人最後決戰時，由於軌道基地的能源被物質昇華，導致動力與各機能程式停止，各我王機組無法終極融合，3G曾將炎龍、風龍、冰龍、雷龍、博爾霍克五機的超AI臨時一時的移植到各我王機組上，手動進行超AI搭載的終極融合，各超AI並隨著在戰鬥中外掛部件被打到一一脫落而依序退場。
我王戰牙
已經恢復肉身、成為超進化人的獅子王凱也來到巴黎。雖然Galeon被小護帶走，但是GGG製造了可以成為我王戰牙核心的藍色戰機「幻影我王(ファントムガオー)」。超進化人・凱的獅子王凱與幻影我王融合變形成外形極為類似凱牙的「我王戰(ガオファー)」，然後與「隱形我王III(ステルスガオーIII)」，「列車我王II(ライナーガオーII)」及「鑽頭我王II(ドリルガオーII)」進行終極融合成我王戰牙。分類為戰鬥巨體機器人(ファイティングメカノイド)。
我王戰也可以單獨背部合體隱形我王III、兩手合體鑽頭我王II形態。
名字是「戰鬥・我王凱牙(ファイティング・ガオガイガー)」的略稱，G石以外的部分皆是純地球製。
新生勇者王，實力在我王凱牙之上，武裝則與星間我王凱牙相同。
其中，我王戰搭載了幻影迷彩(ファントムカモフラージュ)的光學迷彩機能可以讓身體的顏色與周圍環境同化達到隱形的效果。
極致工具也可以沿用。
在「霸界王 我王凱牙對進化戰記」中，另可以工具結合施展空間修復起子(ディメンジョンドライバー)是將分割起子與鉗子隊連結，用於地底下作戰的複雜地形的空間歪曲應用技巧。
必殺技地獄與天堂。
與Goldymarg可以合體使用Goldion Hammer。
在遊戲「新世代機器人戰記BRAVESAGA系列」與「霸界王 我王凱牙對進化戰記」中，也可以使用完整版的真地獄與天堂。
在「霸界王 我王凱牙對進化戰記」中，還可以變形成高速飛行形態。
始源・我王凱牙
「最強的破壞神」、「勇氣的究極姿態」，真正的我王凱牙，完成勇者王，最終機體。本來是綠之星領導者該隱為了避免遊星主系統暴走而製作。其後因紫之星的機界侵攻而修改為對機界昇華用，但僅完成Galeon的改造，綠之星便被機界昇華。該隱遂將其餘的始源機組封印於G水晶內，並讓Galeon帶著小護逃到太陽系。《FINAL篇》中護為了對抗遊星主，在G水晶內為Galeon注入始源靈光，將其修改回原本的樣貌。當護將始源力量注入Galeon時，遊星主們出現了，原來他們的原動力——增幅G石（ラウドGストーン）在G水晶的始源靈光(ジェネシックオーラ)前會失去威力，而當力量注入Galeon時G水晶會停止放光，因此他們才能趁機進入G水晶。在索爾光波的照射下，G水晶遭破壞。而當遊星主之一的假該隱企圖收回Galeon時，卻發現Galeon選擇了凱，超進化人・凱的獅子王凱先與「始源・克雷恩(ジェネシック・ギャレオン)」融合變形成「始源・凱牙(ジェネシック・ガイガー)」。但擁有始源力量的凱牙，還是不敵遊星主的合力攻擊。就在始源・凱牙險些被帕爾帕雷帕的劍刺中時，命在神秘聲音（小護的親生母親─媽媽的備份程式系統）的引導下及時啟動了終極融合。「遏制再生的力量的，是破壞的力量。破壞是重新回到起點的希望，是對無限可能性的挑戰。」
「始源・啟動！」G水晶的碎片化成了始源機組：「組件我王(ガジェットガオー)」、「破壞我王(ブロウクンガオー)」、「防禦我王(プロテクトガオー)」、「螺旋我王(スパイラルガオー)」、「直線我王(ストレイトガオー)」，衝破索爾光波，並進行終極融合成始源・我王凱牙。分類為始源巨體機器人(ジェネシックメカノイド)。
始源・凱牙也可以單獨背部合體組件我王、兩手合體螺旋我王與直線我王形態。
始源・我王凱牙的戰鬥力遠遠凌駕我王凱牙及我王戰牙。
可以將勇氣轉換為能源與出力，有無限的勇氣就能有無限的能源與出力。擁有始源靈光(ジェネシックオーラ)的無限波動。
武裝為：
兩手十根手指普通攻擊的Goldion Nail(或稱黃金雷神爪，ゴルディオンネイル)就有小型重力衝擊波的機能，可以把接觸到的物體小範圍局部的任何物質分解成光子等級消滅，是Goldion Hammer的原型，但範圍狹小很多，只能作用在局部。
右手的破壞爆裂(ブロウクンマグナム)、左手的防禦光罩(プロテクトシェード)、右膝的螺旋鑽頭&左膝的直線鑽頭兩種鑽頭攻擊、背部高機動性飛行專用翼【組件飛翅】(ガジェットフェザー)、裝甲表面有自帶防護罩的【始源裝甲】(ジェネシックアーマー)。
以尾部最尾端的鷹頭的【組件工具】(ガジェットツール)能與右手結合，成為【意志匕首】(ウィルナイフ)，以及尾部組件工具武器變化而成的【螺栓起子】(ボルティングドライバー)，並與獅身射出的【始源螺栓】(ジェネシックボルト)進行著裝，可釋放始源靈光的無限波動的廣域攻擊、也可以著裝【破壞螺栓】(ブロウクンボルト)可從目標內部爆發、著裝【防禦螺栓】(プロテクトボルト)可將空間歪曲、將戰鬥場地形成、也可以包覆住敵人的行動，將其困住等，【克雷恩利亞之路】(ギャレオリアロード)則可打開次元之門進行空間跳躍移動(但使用需要有莫大的能源)。
必殺技是完整版的【地獄與天堂】(別稱又叫地獄與天堂・無限，ヘルアンドヘブン・アンリミテッド)，破壞力可以無限大增大，使用時會詠唱完整版的咒文“蓋姆・基爾・鋼・高・古佛・畢塔”，結尾添加的“畢塔”在拉丁文中代表“生命”。
作品最後，與搭載了Goldymarg的超AI制御的三艘分區艦─日孁、建速、月讀連結(ドッキング)，進行粉粹結合(クラッシャーコネクト)之後，可以使用最強的必殺技─有天罰光臨之稱的【Goldion Crusher】(ゴルディオンクラッシャー)，全長20公里，是為了迎擊Z主體同等的敵人而開發的，可以以大範圍的重力衝擊波將行星以上體積的敵人或任何物質分解成光子等級消滅的武器，並一擊將恆星─比薩・索爾：「變成光吧！」。
於《霸界王篇》受Triple Zero(トリプルゼロ)侵蝕成為霸界王，但此事僅小護、戒道、華三人知道，後來在封鎖蟲洞時刻意以始源螺栓引爆，保護在中心點的三人。

### 最強勇者機器人軍團

#### 龍神系列
冰龍（配音：山田真一；香港 ：梁偉德／OVA：源家祥）
全高：20.5米／重量：240噸／最大輸出：300,000馬力／最大速度：極速320公里
機體編號：GBR 2
可系統轉換(システムチェンジ)變形成吊車，主要顏色是藍色，超AI機器人，是所有龍神系列兄弟姐妹中的長兄，也是機器人部隊的副指揮官。
個性溫和冷靜，主要負責撲滅火災等，在射擊時會計算擊墜數，因為是救援用的機器人所以是以輔助我王凱牙為主。
經常跟炎龍吵架，話雖如此兩人在很多事物上都會達成共識。
炎龍降落失敗時初期還會關心他，後來見怪不怪了。
必殺技胸口酷寒。
冰龍與炎龍二機有合體技漩渦雙管來福槍、以及兩機同時攻擊的合體技版本雙重吊臂。
炎龍（配音：山田真一；香港：招世亮（第五集）、李錦綸）
全高：20.5米／重量：240噸／最大輸出：300,000馬力／最大速度：極速320公里
機體編號：GBR 3
可系統轉換變形成雲梯消防車，主要顏色是紅色，超AI機器人。
個性激烈暴躁，曾被冰龍指出是因為超AI受到發熱系統之故導致故障。
在冰龍進行滅火時負責掩護他，並擔任救援受困者的任務。
當發現有其他龍神系列弟妹時感到非常高興。
原因不明，不管怎麼做都會降落失敗。
必殺技胸口高溫。
超龍神（配音：山田真一；台灣：林協忠）
全高：28.0米／重量：495噸／最大輸出：8,000,000馬力／最大速度：200公里
由冰龍和炎龍進行對稱連結(シンメトリカルドッキング)而成。
有極致工具能量沖消頭(イレイザーヘッド)可以產生超高速振動，將火炎及暴風一瞬間消散到大氣層外，對能源與衝擊災害也有用，但對空間歪曲與並非物理能源，則無法抹消掉，依照效果大小有分普通(ノーマル)、L、LL、XL等複數尺寸的彈頭。
為了救助差點被超大汽油彈炸毀的我王凱牙，違背命令而成功對稱連結。
在東京決戰時刻意引導波羅涅茲與普莉瑪達相撞，後因彈丸X之故導致全機能停止，但因小護的力量復活。
必殺技雙管槍、雙重吊臂、一齊射擊。
可以裝備宇宙戰用推進器SP背包(SPパック)，也可以裝備攀登者1號。
曾在宇宙中為了阻止直徑10公里的巨大隕石墜落地球，將其推入ES窗口(ESウインドウ)內，偶然抵達木星的中心，遇到The Power，連同隕石被其力量帶往穿越時間與空間回到地球圈的六千五百萬年前的恐龍時代，隕石墜落造成恐龍滅絕，身體雖然隨著時間流逝成為化石，但超AI被安全保存，到了現代又被意外再度挖掘出來而回歸。
有自爆攻擊超新星。

##### 中國製龍神系列
風龍（配音：山田真一；香港：陳欣／OVA：陳卓智（代配））
全高：20.5米／重量：230噸／最大輸出：452,000馬力／最大速度：325公里／最大飛行速度：0.9馬赫
機體編號：GBR 6
可組織交換(ズージィジャオファン)變形成攪泥車，主要顏色是綠色，原本是由中國科學院製造的龍神系列，興趣是麻將及有潔癖。
剛登場時很冷靜，完全無視受困民眾，後期才逐漸確立其性格，是屬於穩重而理性的。
與雷龍困惑於冰龍和炎龍的「不合理行動」，後來理解了他們的行動準則而成功對稱連結。
後與雷龍一同轉任GGG。
可以使用攪拌槽作為助推飛行器進行飛行。
後期完全無視雷龍的降落失敗。
必殺技風道彈(日文有官方漢字寫作「風道彈」)。
雷龍（配音：山田真一；香港：苏强文／OVA：鄺樹培（代配））
全高：20.5米／重量：235噸／最大輸出：452,000馬力／最大速度：325公里／最大飛行速度：0.9馬赫
機體編號：GBR 7
可組織交換變形成運輸車，主要顏色是黃色，原本是由中國科學院製造的龍神系列，特殊技能是太極拳。
剛登場時很冷靜，完全無視受困民眾，後期才逐漸確立其性格，是有點孩子氣且焦躁的。
與風龍困惑於冰龍和炎龍的「不合理行動」，後來理解了他們的行動準則而成功對稱連結。
後與風龍一同轉任GGG。
可以使用車斗作為助推飛行器進行飛行。
跟炎龍一樣，原因不明的經常性降落失敗。
必殺技提高4(日文有官方漢字寫作「提高」，是指等級的意思)。
擊龍神（配音：山田真一；台灣：劉傑）
全高：28.0米／重量：465噸／最大輸出：12,600,000馬力／最大速度：205公里
由風龍和雷龍進行對稱連結而成。
風龍與雷龍因為理解了超龍神的行動而成功對稱連結，被譽為是「地上最強的戰鬥機器人」，並於此役見識到小護的能力。
必殺技雙頭龍，使用時伴隨著詠唱「怒吼吧疾風！轟隆吧雷光！」。
可以裝備宇宙戰用推進器SP背包，也可以裝備攀登者1號。
有自爆攻擊最終裝置。

#### 特殊合體
幻龍神（配音：山田真一）
全高：28.0米／重量：470噸／最大出力：不明
冰龍和雷龍在同调率200%的情况下，藉由無限之力The Power進行對稱連結而成的夢幻機體。
它具有超龍神的頭部和擊龍神的胸部。擁有出色的速度和攪亂系攻擊。
擁有遠遠超越超龍神與擊龍神的實力。力量有極大幅度提升，可以輕易壓倒原種，但也對龍神系列帶來沉重負擔及危險。
與強龍神有合體技極限頭龍。
必殺技雷霆暴風雪，使用時伴隨著詠唱「吹拂吧冰雪！轟隆吧雷光！」。
強龍神（配音：山田真一）
全高：28.0米／重量：490噸／最大出力：不明
炎龍和風龍在同调率200%的情况下，藉由無限之力The Power進行對稱連結而成的夢幻機體。
它具有擊龍神的頭部和超龍神的胸部。擁有出色的進攻能力和力量。
擁有遠遠超越超龍神與擊龍神的实力。力量有極大幅度提升，可以輕易壓倒原種，但也對龍神系列帶來沉重負擔及危險。
必殺技燃燒龍捲風，使用時伴隨著詠唱「怒吼吧疾風！燃燒吧灼熱！」。

#### 多功能機器人（マルチロボ）
Goldymarg（配音：江川央生；香港：馮錦堂／OVA：黃子敬）
台灣木棉花版翻譯「黃金雷神」，博英社版翻譯「高魯帝馬克」。可系統轉換變形黃金坦克，因為是參考自作戰參謀火麻激個性的新型超AI，所以我行我素，不太聽命令。
由于我王凱牙最终技能“地獄與天堂”对驾驶者凯造成沉重的负担，作为替代最终技能而开发。變形與結合後可以装备为我王凱牙的右手和Goldion Hammer，裝甲厚重，可以從超高度落下與直接踏到爆彈都毫髮無傷。
GGG佯裝叛亂後其超AI被搭載到Goldion Crusher，頭部最後被固定在J方舟之上，目送小護與戒道離去。
必殺技雷神凱農砲。

#### GGG諜報部
博爾霍克（配音：小西克幸；香港：黎偉明／OVA：潘文柏；台灣：劉傑）
全高：10.7米／重量：13.5噸／最大輸出：130,000馬力／最高速度：每小時250公里
可系統轉換變形成巡邏車，是以一位已經去世諜報員人格為藍本製作而成的超AI，其開發是屬於高度機密。
搭載了立體投影迷彩、溶解警報、還有投影光束(プロジェクションビーム)可以將3D影像投射到氣體上製造出分身虛像。
隸屬於諜報部，平常也會進行偵查，其最高管理者是猿頭寺耕助，後受命擔任小護的護衛，有時也會擔任其他人的護衛。
在勇者機器人之中與小護的感情最好，有時亦會協助作戰，在小護因為無法淨化原種核而失落時也鼓勵他。
必殺技白銀交叉。
後來又追加遠隔投影光束空蟬。
巨型博爾霍克（配音：小西克幸；香港：黎偉明／OVA：潘文柏；台灣：劉傑）
全高：21.8米／重量：18.0噸／最大輸出：1,300,000馬力／最高速度：每小時380公里
博爾霍克與支援機器人「鋼獵犬(ガンドーベル)」、「鋼獵鷹(ガングルー)」先系統轉換變形，再進行的三身一體。
搭載了立體投影迷彩(ホログラフィックカモフラージュ)的光學迷彩機能可以讓身體的顏色與周圍環境同化達到隱形的效果，溶解警報(メルティングサイレン)可以分解敵人的防護罩令其無效化。
必殺技大回轉魔彈、超分身殺法、大回轉魔斷、大回轉大魔彈、大回轉大魔斷。
後來又追加遠隔投影光束空蟬(遠隔プロジェクションビームウツセミ)可以遠隔操作投射出分身虛像。

#### 美國死之兵器（デスウェポン）
Mic Sounders13世（配音：岩田光央；香港：陳卓智）
其他翻譯「麥克聲音13世」、「麥克桑達斯13世」。平常的時候是宇宙機器人形態，可系統轉換變形音波機器人形態，搭乘的飛行器叫「巴里巴里(バリバリーン)」，在變形後會翻轉成為「舞臺7號(スタジオ7)」。根據日本GGG分享的技術並由美國製作出來的聲音機器人，由獅子王雷牙博士主導開發。
以史達利安為人格超AI藍本，個性如同小孩子般，不過切換成人形機器人模樣時會較為穩重。
本來是預定被秘密移交給日本GGG，但是意外脫逃，後遇到小護，因為其開發是屬於最高機密，所以變形機能被鎖定。但由于以史達利安為人格超AI藍本，所以会为了保护妹妹史旺而意外能解锁系統轉換机能，之后雷牙获得全部所需数据后完全解锁。
在小護與他的朋友中跟小護感情最好，在東京侵攻時能力解鎖。
擅長搖滾音樂，身體先將聲音唱片(サウンドディスク)安裝，再用聲音工具(サウンドツール)的電吉他VV(ギラギラーンVV)與麥克風V(ドカドカーンV)，彈奏與歌唱聲波(サウンドウェーブ)攻擊，按照不同聲音唱片的安裝有不同使用方式，有唱片P(ディスクP)可以讓我方的能源急速活性化來恢復能源與一時的提高性能，唱片M(ディスクM)可以將特定機械的機能麻痺。必殺技將唱片X(ディスクX)安裝，可使用孤立波(ソリタリーウェーブ)，是透過解析目標的固有振動周波數，可以將任何物質的分子構造崩壞，唱片皆為用完即拋棄式的一次性使用，但可以量產，在《霸界王篇》透露此技能是雷牙博士在目睹了進化人・濃霧型（ベターマン・ネブラ）的戰鬥後以其能力為原型開發出來的。
共有十三體兄弟機，體型與能力和招式皆相同，與1世~12世合稱Mic Sounders部隊(或稱麥克聲音部隊，マイクサウンダース部隊)，13世是領袖，也可以與Mic Sounders部隊共同使出Mic部隊唱片X(或稱麥克部隊唱片X，マイク部隊ディスクX)，但另外十二機在木星大戰全滅，只剩下13世存活。
後來又追加口琴V(ブカブカーンV)可以用催眠音波讓任意的人類無力化，唱片F(ディスクF)搭配兩支麥克風二重唱，可以發射出仿造我王戰牙的Goldion Hammer形狀的重力衝擊波。
《FINAL篇》時協助複製體小護故後被封鎖，後跟隨GGG出戰三重連太陽系。機身嚴重破損。
《霸界王篇》最先登場的勇者機器人，後被小護與戒道奪走AI盒子，並成功淨化。

#### 法國對抗特殊犯罪組織香榭爾
光龍（配音：田村由香里；香港：黎桂芳；台灣：姚敏敏）
全高：20.5米／重量：210噸／最大輸出：452,000馬力／最大速度：極速335公里
機體編號：GBR 8
可系統轉換變形成衛星收發車，主要顏色是白色，比任何人都更關心她的「妹妹」闇龍，並且在闇龍的面前時表現出更似妹妹的性格。
由法國製造，個性天真的女性型龍神系列，經常稱呼露妮為露妮姊姊，稱呼其他龍神系列為哥哥。
跟其他機器人不一樣的地方在於，兩姊妹體內均內建內藏彈丸X系統，可以視情況啟動。
必殺技邁射(正式名稱為「淡黃之月」)。
個性和機身設計都變成女性的原因是法國政府不願模仿日本提供的技術。
不明原因，她無法在宇宙空間正常活動。
闇龍（配音：田村由香里；香港：黃麗芳；台灣：姚敏敏）
全高：20.5米／重量：235噸／最大輸出：452,000馬力／最大速度：極速335公里
機體編號：GBR 9
可系統轉換變形成特殊貨櫃車，主要顏色是黑色。
由法國製造，女性型龍神系列，因「某事件」緣故，超AI曾被取下並提前培育，形成個性沉穩人格，因此認知年齡相較起應為「姊姊」的光龍，反而給人感覺較為年長。
跟其他機器人不一樣的地方在於，兩姊妹體內均內建內藏彈丸X系統，可以視情況啟動。
必殺技飛彈發射器(正式名稱為「漫天風雨」)。
個性和機身設計都變成女性的原因是法國政府不願模仿日本提供的技術。
繼承龍神系列超AI的設計缺陷，也是屬於降落時容易失敗的。
天龍神（配音：田村由香里；台灣：姚敏敏）
全高：28米／重量：450噸／最大輸出：13,410,000馬力／最大速度：極速220公里
由光龍和闇龍進行對稱連結而成。
在三重連太陽系時成功對稱連結。
因光龍天真的性格和闇龍的冷靜性格而變成非常沉着並冷酷無情。
也可以使用極致工具能量沖消頭。
必殺技光與闇共舞為先以發射飛彈產生煙霧干擾彈幕同時散布無數反射鏡，再使出參考了EI-01的多角反射全方位邁射攻擊模式，此招式有比EI-01的攻擊以上的威力，使用時伴隨著詠唱「輝耀吧閃光！貫通吧暗黑！」(只在外傳獅子的女王、續作霸界王與遊戲新世代機器人戰記BRAVESAGA系列中才有詠唱，FINAL篇中並未詠唱)。
有自爆攻擊內藏彈丸X。
波爾寇特
在外傳小說《獅子的女王》中首登場。
可系統轉換變形成金龜車，是個豪爽的大叔型機器人，與博爾霍克一樣均屬於諜報型機器人，外表是一輛金龜車，經常與露妮一起行動，因為露妮過於粗暴而有心理陰影。
後因與生體網路對決時導致超AI損毀，超AI盒子被取下，車身被露妮當成一般交通工具。
於《霸界王篇》系列故事中，為支援Gutsy Global Guard而重新啟動，將超AI年紀幼小的翔龍當成弟弟疼愛著。
有立體投影迷彩、溶解警報、投影光束、遠隔投影光束空蟬、以及保留了離子傳感器(イオンセンサー)是與以前的身體同樣獨有的可以以高靈敏度嗅覺追蹤的探知系統。
巨型波爾寇特
波爾寇特與「鋼牧羊犬(ガンシェパー)」、「鋼神鷹(ガンホーク)」先系統轉換變形，再進行的三身一體。
有立體投影迷彩、溶解警報、遠隔投影光束空蟬。
必殺技大回轉魔輪。

#### Gutsy Global Guard（GGG藍）
月龍
機體編號：GBR 14
可系統轉換變形成特殊貨櫃車，主要顏色是銀色。
GGG在2007年2月開發的新型龍神系列，比任何人都更疼愛她的"弟弟"翔龍。
由德國製造，擁有冷靜性格的女性型龍神系列，十分仰慕過去的勇者機器人，但對同為女性的光龍與闇龍有競爭意識。
必殺技防禦之防(プロテクトプロテクター)。
日龍
機體編號：GBR 15
可系統轉換變形成特殊貨櫃車，主要顏色是金色。
GGG在2007年2月開發的新型龍神系列，比任何人都更疼愛她的"弟弟"翔龍。
由德國製造，擁有傲慢性格的女性型龍神系列，十分仰慕過去的勇者機器人，但對同為女性的光龍與闇龍有競爭意識。
繼承了炎龍，雷龍和闇龍等著陸失敗的傳統。
必殺技破壞之破(ブロウクンブレイカー)。
星龍神
由月龍和日龍進行對稱連結而成
背面有一個披風的攻防一體的部件，左半部分為防禦部件，右半部分為攻擊部件。
必殺技藉著兩個圓輪交互的連動，同時進行著破壞和排除攻擊的繁星之圓舞，使用時伴隨著詠唱「輝耀吧月輪！蔽照吧日輪！」。
翔龍
機體編號：GBR 5
可系統轉換變形噴射機，原本應該是與冰龍與炎龍同期開發輔助型機器人，最初是與博爾霍克同時期設計開發的機器人，本來終止開發，但後來因GGG重建計劃而重生開發。
雖然機體編號很前面，但是因為啟用時間太晚所以稱呼月龍與日龍為姊姊。
他可以單獨飛行但有點孩子氣。
搭載了遠隔投影光束組件空蟬(遠隔プロジェクションビームユニットウツセミ)可以遠隔操作投射出分身虛像。
必殺技捕縛用磁力網可以捕獲目標。
翔星龍神
由星龍神和翔龍進行三重連結而成。
翔龍連結到星龍神背面，為無法飛行的星龍神提供飛行能力。
也追加遠隔投影光束組件空蟬。
在合體期間，翔龍的控制權移交至星龍神一方。
必殺技繁星之圓舞、繁星之吻。
輝龍神
由光龍和日龍藉由無限之力Triple Zero同調率200%進行對稱連結而成。
如太陽的光一樣發光，攻擊特化型，但防禦力極端低落，由於開朗個性的結合，她不時會講英語。
必殺技光輝與日輪之弓矢，使用時伴隨著詠唱「輝耀吧閃光！蔽照吧日輪！」。
翔輝龍神
由輝龍神和翔龍進行三重連結而成。
翔龍連結到輝龍神背面，為無法飛行的輝龍神提供飛行能力。
也追加遠隔投影光束組件空蟬。
在合體期間，翔龍的控制權移交至輝龍神一方。
必殺技光輝與日輪之弓矢。
與夢裝新龍神有合體技極限頭龍。
新龍神
由闇龍和月龍藉由無限之力Triple Zero同調率200%進行對稱連結而成。
如被黑暗覆蓋的新月，防禦特化型，由於冷靜個性的結合，令她具有溫柔禮貌的性格。
必殺技闇夜與新月之霞，使用時伴隨著詠唱「煌耀吧月輪！貫通吧闇黑！」。
夢裝新龍神
由新龍神和「進化人・重甲戰騎(ベターマン・カタフラクト)」進行合體而成。
主控制者為夢裝新龍神本身的自我人格，拉彌亞(ラミア)是副控制者，追加飛行能力。
必殺技唄、飛刀、闇夜與新月之霞、粉碎鞭、精神重力波。
宙龍
原本是由中國科學院製造與翔龍相同型號的龍神系列，作為無人木星探查船的觀測用超AI。
後來在進行木星調查時受到霸界物質的污染暴走而終止開發。

### 紅之星
J方舟
被原種稱為「亞伯所留下的災厄」。是紅星領導者亞伯為了對抗機界31原種而製造的超級宇宙戰艦。原本當初來到地球之後在日本九州熊本縣的阿蘇山的活火山火口中沉潛隱藏，在皮茲與弁奇儂被淨解恢復成J與特摩洛而都歸位之後，再度出航發進。
這是一架萬能超弩級戰艦。無論是大氣層，極深的海洋，又或是極灼地心岩漿層，嚴寒的宇宙，也都可以運作無誤。戰艦狀態也有牽引光束的機能。
船上有一部制御中樞是中央生體主電腦特摩洛0117作為全艦中央控制。除了使用肉眼觀察外，其他探測器也是無法探測其存在。
配備的武器有反中間子砲、產生裝甲、ES飛彈、ES爆雷、光子變換翼等機能。
戰艦狀態也可以發射出必殺技J火鳥聖箭。
King J-der
台灣木棉花版翻譯「王者傑達」，博英社版TV翻譯「戒特王」OVA翻譯「傑特國王」。索爾達特J先與「J飛鳥(ジェイバード)」融合變形成「傑達(ジェイダー，J-der)」，再與超弩級戰艦J方舟的「J方舟貨艦模式(ジェイアークキャリアモード，別稱又叫J貨艦，ジェイキャリア)」進行巨體融合(メガフュージョン)成King J-der，分類為巨神巨體機器人(ジャイアントメカノイド)。主控制者為索爾達特J，制御中樞是中央生體主電腦─特摩洛0117，也可以變形成J騎乘模式(ジェイライダーモード)。
被譽為是「好強！好大！好厲害的機器人！」，身軀巨大，裝甲可耐地心岩漿高熱而毫髮不損，可在任何氣候環境之下行動，配備5連邁射(5連メーザー，左右手各一，兩手同時使用合稱10連邁射，10連メーザー)、反中間子砲(「中間子」是指介子的意思)等武器、裝甲表面有自帶防護罩的產生裝甲(ジェネレイティングアーマー)，
ES飛彈(ESミサイル)與ES爆雷更可以開啟ES窗口進行空間跳躍移動，也具有光子變換翼藉由吸收光子能源自我修復的機能。實力凌駕於地球製的勇者機器人們，足以一擊摧毀木星衛星。
必殺技是全砲門齊射、J火鳥聖箭(ジェイクォース，「クォース」為拉丁文的四翼天使）。
在外傳中曾與Goldymarg合體使出有鋼鐵粉碎之稱的Silverion Hammer(白銀雷神鎚，シルバリオンハンマー)，為King J-der直接以手指取出目標的核傑達地獄(ジェイダーヘル)與傑達天堂(ジェイダーヘブン)，最後用鎚子將目標：「變成光吧！」。
當初紅之星製造了31架，但因原種來襲得太快，來不及啟動，工廠即被摧毀，只留下現存兩臺與J-002和「索爾達特編號J-019(ソルダートNo.J-019)」(其必殺技也為劍)。J-019的黑色異械化King J-der─「王者戰艦(キングバトラー)」(J-019先與黑色J飛鳥融合變形成「戰艦，バトラー」，再與超弩級戰艦「J戰艦，ジェイバトラー」的「J戰艦貨艦模式，ジェイバトラーキャリアモード，別稱又叫黑色J貨艦」進行的巨體融合，也可以變形成黑色J騎乘模式，其必殺技也是全砲門齊射、J火鳥聖箭)則是在外傳中登場。
在外傳中與高出力狀態的複製體銀色索爾達特編號J-019的銀色戰艦與銀色王者戰艦對決時，曾施展出沒有特摩洛的J-019所無法使出的技巧、J火鳥聖箭的連動操作，攔截了王者戰艦的J火鳥聖箭並加以反攻回去的雙重J火鳥聖箭(ダブルジェイクォース)。
《FINAL篇》中，J寶石與G石產生共鳴，在露妮・卡迪夫・獅子王也加入陣容成為第三位副控制者，與索爾達特J兩人手牽著手保持在G+J共鳴而變形開啟極致模式的狀態之下，共同巨體融合，還可以使出捨身攻擊J鳳凰(ジェイフェニックス)。
全高101米，重32,720噸，最大馬力325,000,000匹，陸地最高速度是195公里。

### 極致工具
Goldion Hammer
台灣木棉花版翻譯「黃金雷神鎚」，博英社版翻譯「高魯帝鐵鎚」。有鋼鐵粉碎之稱。Goldion Hammer技術上稱為重力衝擊波發生裝置（グラビティ・ショックウェーブ・ジェネレイティング・ツール）。是一件可以產生人工重力衝擊波的巨大鎚子，操作時是放出能量極高的重力波，橫向地創造出一個波浪型的衝擊波，可以將任何物質分解成光子等級消滅。
由於威力太大，讓我王凱牙承受很大的負擔，第一次使用時就讓我王凱牙半毀，後來是使用空間修復鉗迴避，並緊急改造，改制成配合已完成的Goldymarg進行神鎚結合之後使用必殺技。
Goldion Moter
其他翻譯「黃金雷神發動機」、「高魯帝發動機」。正式名稱為反制重力衝擊波發生器（Counter Gravity Shockwave Generator），簡稱「G發動機」。
為了防止Goldion Hammer的暴走而由美國GGG所開發的緊急用工具，能中和重力衝擊波，將其一瞬減衰。
本篇動畫未登場使用的工具。
分割起子
有空間灣曲之稱。分割起子是為了防止作戰時對城市造成破壞的大型空間歪曲裝置，可以將空間歪曲將方圓數十公里的土地，凝縮移動一段時間，是戰鬥場地產生裝置，對海水也有用，自然復原大約30分鐘後。
分割起子在每次使用後需要兩小時回復能源。
鉗子隊
極致工具，三體一組的小型工具機器人，成員為DP-C1、DP-R2、DP-L3，每機身高皆為10公尺，空間修復工具，三機可以合體成空間修復鉗讓我王凱牙進行工具結合使用，可以修復空間。
彈丸X
原本連接於海灣塔基地的區域三，使用時發射到現場，可以讓機動部隊的勇者們將封印在G石內的膨大能源一口氣釋放，藉此引誘出界限以上的力量的機動要塞裝置。
要使用時勇者機器人們必須先進入機動要塞裝置內部等待一段待機時間之後再出來，但使用後有能源歸零耗盡死亡的風險。
使用時需要GGG長官大河幸太郎長官和獅子王麗雄博士的同意。啟動彈丸X的電腦是和GGG的主電腦分開的。於勇者王第30集中被使用。
彈丸X全長200米。
最後是靠著天海護幫忙讓勇者機器人們的G石再度活性化來補充能源才勉強平安無事。
木匠隊
極致工具，鉗子隊的發展型，除了有與鉗子隊同型的三種類之外，還新追加了溶接、接著、千手觀音，總計六種類，量產了數千機的小型機器人群，可以瞬間修復各種物體，可快速修補受損的城市與機體。
Goldion Crusher
台灣木棉花版翻譯「黃金雷神粉碎」，博英社版翻譯「高魯帝粉碎機」。有天罰光臨之稱。Goldion Crusher全名為重力衝擊波發生分裂裝置(グラヴィティ・ショックウェーブ・ジェネレイティング・ディビジョン・ツール)，由搭載了Goldymarg的超AI制御的三艘分區艦─極輝覺醒複胴艦「日孁(ヒルメ)」、最擊多元燃導艦「建速(タケハヤ)」、超翼射出司令艦「月讀(ツクヨミ)」連結，進行粉碎結合之後的必殺技，全長20公里，是為了迎擊Z主體同等的敵人而開發的，可以以大範圍的重力衝擊波將行星以上體積的敵人或任何物質分解成光子等級消滅的武器，並一擊將恆星─比薩・索爾變成光。
此武器在《FINAL篇》最後一集「神話」中登場，啟動此裝置必須使用聯合國事務總長給的兩把鑰匙打開安全鎖才能啟動。

## 相關遊戲
1. 曾經在遊戲超級機器人大戰系列中的《第2次超級機器人大戰α》、《第3次超級機器人大戰α 終焉之銀河》(PS2)、《超級機器人大戰W》、《超級機器人學園》(NDS)、《超級機器人大戰BX》(3DS)、《超級機器人大戰T》(PS4/Switch)、《超級機器人大戰X-Ω》(iOS/android)、《超級機器人大戰DD》(iOS/android)、《超級機器人大戰30》(PS4/Switch/steam) 登場；以及在《新世代機器人戰記BRAVESAGA系列》(PS)、《新世紀勇者大戰》(PS2)中收錄。
2. 于1999年在PlayStation上發佈過遊戲《勇者王ガオガイガー BLOCKADED NUMBERS》，其內容為發生於第14話與第15話間的第14.5話『海之法爾娜(海のヴァルナー)』，以及發生于第43話與第44話之間的第43.2話『金の牙，銀の爪』。在遊戲中登場過的幾名人物，包括聯合國事務總長蘿瑟・阿普羅維爾，後來在《FINAL篇》中出場。

## 正篇资料

### 制作人员
- 企画：日昇動畫
- 原作：矢立肇
- 导演：米谷良知
- 系列构成：五武冬史
- 人物设定：木村貴宏
- 机械设定：大河原邦男
- 机械作画导演：吉田徹、山根理宏、鈴木竜也、鈴木卓也、鈴木勤、中谷誠一
- ゾンダーデザイン：やまむらはじめ
- スペシャルコンセプター：野崎透
- デザインワークス：塩山紀生、鈴木竜也、戦船（現セタ）
- 美術：岡田有章
- 色彩設計：柴田亜紀子
- 摄影：関戸宏樹、黒木康之
- 音响：千葉耕市
- 音乐：田中公平
- 音乐協力：ビクターエンタテインメント
- 监制：加古均→横山敏紀（名古屋電視台）、小原麻美（東急エージェンシー）、高橋良輔（サンライズ）
- 制作：名古屋テレビ、東急エージェンシー、サンライズ

### 主題歌
片头曲
作詞：米谷良知
作曲：田中公平
編曲：根岸貴幸
演唱：遠藤正明
片尾曲
作詞：前田耕一郎
作曲：田中公平
編曲：根岸貴幸
演唱：下成佐登子
插入曲
作詞：米谷良知
作曲：田中公平
編曲：根岸貴幸
演唱：遠藤正明
作詞：米谷良知
作曲：田中公平
編曲：浜口史郎
演唱：高井治
作詞：米谷良知
作曲：田中公平
編曲：多田彰文
演唱：宮内タカユキ

### 各话列表
| 話数      | 日文标题 | 剧本              | 分镜              | 演出       | 作画監督                                            | 出现的敌方 | 播放日期       |
| --------- | -------- | ----------------- | ----------------- | ---------- | --------------------------------------------------- | --- | -------------- |
| Number.01 |          | 五武冬史          | 米谷良知          | 谷口悟朗   | 木村貴宏（人物） 吉田徹（機械）                     | EI-02（家電異械） | 1997年2月1日   |
| Number.02 |          | 五武冬史          | 杉島邦久 米谷良知 | 杉島邦久   | 植田洋一（人物） 山根理宏（機械）                   | EI-03（鐵球異械） | 1997年2月8日   |
| Number.03 |          | 五武冬史          | 山口祐司          | 山口祐司   | 寺岡巖                                              | EI-04（蒸汽機關車異械） | 1997年2月15日  |
| Number.04 |          | 平野靖士          | 菊池一仁          | 菊池一仁   | 柳澤哲也（人物） 鈴木竜也、鈴木卓也（機械）         | EI-05（太空梭異械） | 1997年2月22日  |
| Number.05 |          | 山口宏            | 浜津守            | 浜津守     | 佐佐門信芳                                          | EI-06（卡車異械） | 1997年3月1日   |
| Number.06 |          | 竹田裕一郎        | 浜津守            | 谷口悟朗   | 吉田徹                                              | EI-07（油輪異械） | 1997年3月8日   |
| Number.07 |          | 五武冬史          | 杉島邦久          | 杉島邦久   | 寺岡巖                                              | EI-08（新幹線300系異械） | 1997年3月15日  |
| Number.08 |          | 平野靖士          | 米谷良知          | 南康宏     | 植田洋一（人物） 山根理宏（機械）                   | EI-09（飛船異械） | 1997年3月22日  |
| Number.09 |          | 山口宏            | 握乃手紗貴        | 握乃手紗貴 | 柳澤哲也（人物） 鈴木竜也、鈴木卓也（機械）         | EI-10（暴走摩托車異械） | 1997年3月29日  |
| Number.10 |          | 五武冬史          | 加瀬充子          | 山中英治   | 佐佐門信芳                                          | EI-11（龍宮9000潛艇異械） | 1997年4月5日   |
| Number.11 |          | 竹田裕一郎        | 浜津守            | 浜津守     | 寺岡巖                                              | EI-12（大強子加速器異械） | 1997年4月12日  |
| Number.12 |          | 米谷良知          | 米谷良知          | 米谷良知   | 木村貴宏（人物） 吉田徹（機械）                     | | 1997年4月19日  |
| Number.13 |          | 竹田裕一郎        | 杉島邦久          | 杉島邦久   | 植田洋一（人物） 山根理宏（機械）                   | EI-13（過山車異械） | 1997年4月26日  |
| Number.14 |          | 山口宏            | 菊池一仁          | 山口祐司   | 柳澤哲也（人物） 鈴木竜也、鈴木卓也（機械）         | EI-14（士兵異械） | 1997年5月3日   |
| Number.15 |          | 北嶋博明          | 谷口悟朗          | 谷口悟朗   | 寺岡巖                                              | EI-15（GGG零件異械） | 1997年5月10日  |
| Number.16 |          | 山口宏            | 錦織博            | 原田奈奈   | 佐佐門信芳 藁谷均 佐久間信一                        | EI-16（古斯塔夫超重型鐵道炮異械） | 1997年5月17日  |
| Number.17 |          | 五武冬史          | 渡邊哲哉 森邦宏   | 西山明樹彥 | 木村貴宏（人物） 吉田徹（機械）                     | EI-17（輪胎異械） | 1997年5月24日  |
| Number.18 |          | 竹田裕一郎        | 西森章            | 杉島邦久   | 植田洋一（人物） 山根理宏（機械）                   | EI-18（微型機械異械） | 1997年5月31日  |
| Number.19 |          | 竹田裕一郎        | 菊池一仁          | 南康宏     | 寺岡巖                                              | EI-18（微型機械異械） | 1997年6月7日   |
| Number.20 |          | 北嶋博明          | 谷口悟朗          | 谷口悟朗   | 佐佐門信芳 藁谷均 佐久間信一                        | EI-19（理科教室異械） | 1997年6月14日  |
| Number.21 |          | 山口宏            | 越智浩仁          | 山口祐司   | 柳澤哲也（人物） 鈴木竜也、鈴木卓也（機械）         | EI-20（重力裝置異械） | 1997年6月21日  |
| Number.22 |          | 五武冬史          | 浜津守            | 浜津守     | 木村貴宏（人物） 吉田徹（機械）                     | EI-21（B-52轟炸機異械） | 1997年6月28日  |
| Number.23 |          | 竹田裕一郎        | 渡邊慎一          | 西山明樹彦 | 寺岡巖                                              | EI-22（氣象衛星異械） | 1997年7月5日   |
| Number.24 |          | 北嶋博明 米谷良知 | 米谷良知          | 谷口悟朗   | 植田洋一（人物） 山根理宏（機械）                   | | 1997年7月12日  |
| Number.25 |          | 北嶋博明          | 西森章            | 吉本毅     | 山本佐和子（人物） 鈴木勤（機械）                   | EI-23（超音波異械A） EI-24（超音波異械B） | 1997年7月19日  |
| Number.26 |          | 山口宏            | 越智浩仁          | 山口祐司   | 佐佐門信芳                                          | EI-25（XF2Y-1戰機異械） | 1997年7月26日  |
| Number.27 |          | 五武冬史          | 西澤晋            | 原田奈奈   | 寺岡巖                                              | EI-26（皮茲） EI-27（弁奇儂） EI-28（波羅涅茲） EI-29（普莉瑪達） | 1997年8月2日   |
| Number.28 |          | 竹田裕一郎        | 浜津守            | 森邦宏     | 鈴木竜也 鈴木卓也                                   | EI-26（皮茲） EI-27（弁奇儂） EI-28（波羅涅茲） EI-29（普莉瑪達） | 1997年8月9日   |
| Number.29 |          | 竹田裕一郎        | 錦織博            | 西山明樹彦 | 木村貴宏（人物） 吉田徹（機械）                     | EI-01（帕斯達） | 1997年8月16日  |
| Number.30 |          | 山口宏            | 谷口悟朗          | 谷口悟朗   | 植田洋一（人物） 山根理宏（機械）                   | EI-01（帕斯達） | 1997年8月23日  |
| Number.31 |          | 北嶋博明          | 山口祐司 米谷良知 | 山口祐司   | 寺岡巖                                              | ZX-01 手原種 ZX-02 髮原種 ZX-03 顎原種 | 1997年8月30日  |
| Number.32 |          | 竹田裕一郎        | 握乃手紗貴        | 握乃手紗貴 | 糸島雅彥（人物） 鈴木勤（機械）                     | ZX-03 顎原種 | 1997年9月13日  |
| Number.33 |          | 山口宏            | 加瀬充子          | 吉本毅     | 佐佐門信芳                                          | ZX-04 腿原種 | 1997年9月20日  |
| Number.34 |          | 山口宏            | 高瀬節夫          | 原田奈奈   | 鈴木竜也（人物） 鈴木卓也（機械）                   | ZX-04 腿原種 | 1997年9月27日  |
| Number.35 |          | 竹田裕一郎        | 谷口悟朗          | 西山明樹彦 | 寺岡巖                                              | ZX-05 脊髓原種 EI-30～EI-71 | 1997年10月4日  |
| Number.36 |          | 竹田裕一郎        | 日高政光          | 高瀬節夫   | 木村貴宏（人物） 吉田徹（機械）                     | ZX-05 脊髓原種 EI-30～EI-71 | 1997年10月11日 |
| Number.37 |          | 北嶋博明          | 山口祐司 谷口悟朗 | 山口祐司   | 佐佐門信芳                                          | ZX-06 腦原種 | 1997年10月18日 |
| Number.38 |          | 北嶋博明          | 杉島邦久          | 杉島邦久   | 植田洋一（人物） 山根理宏（機械）                   | ZX-06 腦原種 | 1997年10月25日 |
| Number.39 |          | 山口宏            | 握乃手紗貴        | 握乃手紗貴 | 寺岡巖                                              | 機界最強7原種 （ZX-07 臂原種） （ZX-08 爪原種） （ZX-09 耳原種） （ZX-10 眼原種） （ZX-11 腸原種） （ZX-12 肋骨原種） （ZX-13 肝原種） | 1997年11月8日  |
| Number.40 |          | 山口宏            | 本鄉滿            | 吉本毅     | 鈴木竜也（人物） 鈴木卓也（機械）                   | 機界最強7原種 （ZX-07 臂原種） （ZX-08 爪原種） （ZX-09 耳原種） （ZX-10 眼原種） （ZX-11 腸原種） （ZX-12 肋骨原種） （ZX-13 肝原種） | 1997年11月15日 |
| Number.41 |          | 山口宏            | 加瀬充子          | 原田奈奈   | 佐佐門信芳                                          | 機界最強7原種（合體原種） | 1997年11月22日 |
| Number.42 |          | 北嶋博明          | 浜津守            | 西山明樹彦 | 木村貴宏（人物） 吉田徹（機械）                     | ZX-07 臂原種 ZX-11 腸原種 ZX-14 胃原種 ZX-15 鼻原種 | 1997年11月29日 |
| Number.43 |          | 北嶋博明          | 西森章            | 高瀬節夫   | 寺岡巖                                              | ZX-07 臂原種 ZX-14 胃原種 （腕原種與胃原種的合體原種） ZX-11 腸原種 ZX-15 鼻原種 （腸原種與鼻原種的合體原種） | 1997年12月6日  |
| Number.44 |          | 竹田裕一郎        | 握乃手紗貴        | 握乃手紗貴 | 糸島雅彥（人物） 中谷誠一（機械）                   | EI-74（電視台異械） | 1997年12月13日 |
| Number.45 |          | 竹田裕一郎        | 河村隆二          | 南康宏     | 植田洋一（人物） 山根理宏（機械）                   | ZX-07 臂原種 ZX-16 翼原種 ZX-17 肺原種 ZX-18 肘原種 ZX-19 膝原種 ZX-20 足原種 ZX-21 頸原種 ZX-22 胸原種 ZX-23 軀幹原種 ZX-24 尻原種 ZX-25 生殖器原種 ZX-26 腎原種 ZX-27 肩原種 ZX-28 膀胱原種 ZX-29 神經原種 ZX-30 肌肉原種 ZX-31 心臟原種 | 1997年12月20日 |
| Number.46 |          | 竹田裕一郎        | 山口祐司          | 山口祐司   | 柳澤哲也（人物） 鈴木竜也、鈴木卓也（機械）         | ZX-07 臂原種 ZX-16、ZX-18～ZX-31 Z主體（Zマスター） | 1997年12月24日 |
| Number.47 |          | 竹田裕一郎        | 日高政光          | 吉本毅     | 寺岡巖                                              | Z主體（Zマスター） ZX-31 心臟原種 | 1998年1月10日  |
| Number.48 |          | 北嶋博明          | 谷口悟朗          | 谷口悟朗   | 木村貴宏（人物） 吉田徹（機械）                     | 機界新種 佐弩達機器人（ゾヌーダロボ） | 1998年1月24日  |
| FINAL     |          | 山口宏            | 米谷良知          | 米谷良知   | 木村貴宏、植田洋一（人物） 吉田徹、山根理宏（機械） | 機界新種 佐弩達機器人（ゾヌーダロボ） | 1998年1月31日  |

#### 补充篇
情节外传，用以补充本篇的情节。
- Number.00（广播剧CD1）
- Number.14.5（PS游戏《勇者王ガオガイガー BLOCKADED NUMBERS》其中一話）
- Number.34.5（广播剧CD2）
- Number.37.5（動畫雜誌《勇者王ガオガイガー・フェイズ2》收錄的短篇小說）
- Number.38.2（《Hobby Japan》連載的長篇小說，《獅子の女王（リオン・レーヌ）-勇者王ガオガイガー2005-》作為完整版本並包含主要添加內容）
- Number.38.5（广播剧CD3）
- Number.41.5（广播剧CD4）
- Number.43.2（《勇者王ガオガイガー BLOCKADED NUMBERS》其中一話）
- Number.43.5（《電撃大王》連載的漫畫，《勇者王ガオガイガーFINAL the COMIC》中收錄）

## FINAL篇资料

### 制作人员
- 总导演：米谷良知
- 副导演：原田奈奈
- 人物设定：木村貴宏
- 机械设定 ：大河原邦男、藤田一己
- スペシャルコンセプター：野崎透
- デザインワークス：鈴木竜也、鈴木卓也、中谷誠一、岡田有章
- 美術：佐藤勝、加藤朋則、島田雄司、岡田順
- 音响：千葉耕市、藤野貞義
- 撮影：関戸宏樹、木部さおり、津村治彦、桑原賢治
- 色彩設計：千葉賢二
- 音乐：田中公平
- 監修：高橋良輔

### 主題歌
片頭曲
「勇者王誕生!-神話（マイソロジー）ヴァージョン-」（OVA第1 - 6話）
作詞 - 米谷良知 / 作曲 - 田中公平 / 編曲 - 根岸貴幸、田中公平 / 歌 - 遠藤正明
「勇者王誕生!-究極神話（マイソロジー）ヴァージョン-」（OVA第7話）
作詞 - 米谷良知 / 作曲 - 田中公平 / 編曲 - 根岸貴幸、田中公平 / 歌 - 遠藤正明&GGG少女歌激部隊
「勇者王誕生!〜ピアノソロ・ヴァージョン〜」（OVA第8話）
演奏 - 島健
「勇者王誕生!-集大成神話（ギャザリングマイソロジー）ヴァージョン-」（1番：GGG第1 - 8話、2番：GGG第9 - 11話）
作詞 - 米谷良知 / 作曲 - 田中公平 / 編曲 - 根岸貴幸、田中公平 / 歌 - 遠藤正明&スリージーズ2005

片尾曲
「獅子の女王（リオン・レーヌ）」（OVA第1 - 6話、GGG第1 - 3、5 - 7、11話）
作詞 - 米谷良知、貴三優大 / 作曲 - 田中公平 / 編曲 - 宮崎慎二 / 歌 - 鈴木佐江子
「いつか星の海で」（GGG第4話）
作詞 - 前田耕一郎 / 作曲 - 田中公平 / 編曲 - 根岸貴幸 / 歌 - 下成佐登子
「ねがい星、かなえ星」（GGG第8話）
作詞 - 米谷良知 / 作曲・編曲 - 岩崎文紀 / 歌 - 初野華（吉田古奈美）
「獅子の女王 -リオン・レーヌ-（French Version）」（GGG第9話）
作詞 - 米谷良知、貴三優大 / 法語翻譯 - Jam Als / 作曲 - 田中公平 / 編曲 - 岸村正實 / 歌 - Lige
「獅子の女王（リオン・レーヌ）-ハイパーモード-」（OVA第7話、GGG第10話）
作詞 - 米谷良知、貴三優大 / 作曲 - 田中公平 / 編曲 - 宮崎慎二 / 歌 - MIQ
「いつか星の海で -Character Version-」（OVA第8話、GGG第12話）
作詞 - 前田耕一郎 / 作曲 - 田中公平 / 編曲 - 根岸貴幸
歌 - 獅子王凱（檜山修之）、卯都木命（半場友恵）、天海護（伊藤舞子）、戒道幾巳（紗百合）、初野華（吉田古奈美）、パピヨン・ノワール（川澄綾子）、ルネ・カーディフ・獅子王（嘉數由美）

插入歌
「勇者王誕生!-神話（マイソロジー）ヴァージョン-」（OVA第1話、GGG第1話）
「いつか星の海で･･･ -Character Version-」（GGG第2話）
「いつか星の海で」（OVA第3話）
「美しき光の翼」（OVA第5話、GGG第7話）
作詞 - 米谷良知 / 作曲 - 田中公平 / 編曲 - 濱口史郎 / 歌 - 高井治
「最強勇者ロボ軍団」（OVA第7話、GGG第10話）
作詞 - 米谷良知 / 作曲 - 田中公平 / 編曲 - 多田彰文 / 歌 - 宮内堂千
「最強勇者ロボ軍団 -Ladies-」（OVA第8話、GGG第11話）
作詞 - 米谷良知 / 作曲 - 田中公平 / 編曲 - 多田彰文 / 歌 - MIQ
「J」（OVA第8話、GGG第11話）
作詞 - 米谷良知 / 作曲 - 田中公平 / 編曲 - 多田彰文 / 歌 - ※-mai-
「レッツ・ファイナル・フュージョン!!」（OVA第8話、GGG第11話）
作詞 - 貴三優大 / 作曲 - 田中公平 / 編曲 - 多田彰文 / 歌 - 影山浩宣&遠藤正明
「Power of Desire」（OVA8話）
作詞 - 遠藤正明 / 作曲 - 遠藤正明、松本音治 / 編曲 - 見良津健雄 / 歌 - 遠藤正明

### 各话列表
| 话数                    | 日文标题 | 编剧                         | 分镜                                                                    | 演出                                | 作画导演 | 发售日期或播放日期 |
| ----------------------- | -------- | ---------------------------- | ----------------------------------------------------------------------- | ----------------------------------- | --- | ------------------ |
| FINAL.01                |          | 北嶋博明                     | 山口祐司 日高政光                                                       | 原田奈奈 山口祐司                   | 木村貴宏（人物） 吉田徹（機械） 鈴木竜也 | 2000年1月21日      |
| FINAL.02                |          | 竹田裕一郎                   | 飯田馬之介                                                              | 山口祐司                            | 中谷誠一、木村貴宏（人物） まさひろ山根（機械）                                                                                                   | 2000年3月23日      |
| FINAL.03                |          | 北嶋博明                     | 片山一良                                                                | 矢口夏美                            | ウエダヨウイチ、木村貴宏（人物） 中谷誠一（機械）                                                                                                 | 2000年7月26日      |
| FINAL.04                |          | 竹田裕一郎                   | 水島精二                                                                | 原田奈奈                            | 木村貴宏（總作画監督） 中谷誠一（Layout・機械） 永田正美（人物）                                                                                  | 2000年12月6日      |
| FINAL.05                |          | 北嶋博明                     | 米谷良知                                                                | 原田奈奈                            | 木村貴宏（人物） 中谷誠一（機械） | 2001年10月24日     |
| FINAL.06                |          | 竹田裕一郎                   | 高谷浩利                                                                | 原田奈奈                            | 木村貴宏（人物） 大塚健、中谷誠一（機械） | 2002年4月3日       |
| FINAL.07                |          | 北嶋博明                     | 黒木冬                                                                  | 原田奈奈                            | 木村貴宏（總人物） 中谷誠一（總機械） 植田洋一（人物） まさひろ山根（機械）                                                                       | 2002年9月21日      |
| FINAL of FINAL          |          | 米谷良知                     | 米谷良知                                                                | 米谷良知                            | 木村貴宏（人物） 中谷誠一（機械） | 2003年3月21日      |
|                         |          |                              |                                                                         |                                     | |                    |
| G・G・G・01             |          | 北嶋博明 竹田裕一郎 米谷良知 | 山口祐司 日高政光 飯田馬之介 片山一良 水島精二 米谷良知 高谷浩利 黒木冬 | 原田奈奈 山口祐司 矢口夏美 米谷良知 | 木村貴宏（總人物） 中谷誠一（總機械、人物） 植田洋一（人物） 永田正美（人物） 吉田徹（機械） 鈴木竜也（機械） 大塚健（機械） まさひろ山根（機械） | 2005年4月11日      |
| G・G・G・02             |          | 北嶋博明 竹田裕一郎 米谷良知 | 山口祐司 日高政光 飯田馬之介 片山一良 水島精二 米谷良知 高谷浩利 黒木冬 | 原田奈奈 山口祐司 矢口夏美 米谷良知 | 木村貴宏（總人物） 中谷誠一（總機械、人物） 植田洋一（人物） 永田正美（人物） 吉田徹（機械） 鈴木竜也（機械） 大塚健（機械） まさひろ山根（機械） | 2005年4月18日      |
| G・G・G・03             |          | 北嶋博明 竹田裕一郎 米谷良知 | 山口祐司 日高政光 飯田馬之介 片山一良 水島精二 米谷良知 高谷浩利 黒木冬 | 原田奈奈 山口祐司 矢口夏美 米谷良知 | 木村貴宏（總人物） 中谷誠一（總機械、人物） 植田洋一（人物） 永田正美（人物） 吉田徹（機械） 鈴木竜也（機械） 大塚健（機械） まさひろ山根（機械） | 2005年4月25日      |
| G・G・G・04             |          | 北嶋博明 竹田裕一郎 米谷良知 | 山口祐司 日高政光 飯田馬之介 片山一良 水島精二 米谷良知 高谷浩利 黒木冬 | 原田奈奈 山口祐司 矢口夏美 米谷良知 | 木村貴宏（總人物） 中谷誠一（總機械、人物） 植田洋一（人物） 永田正美（人物） 吉田徹（機械） 鈴木竜也（機械） 大塚健（機械） まさひろ山根（機械） | 2005年5月2日       |
| G・G・G・05             |          | 北嶋博明 竹田裕一郎 米谷良知 | 山口祐司 日高政光 飯田馬之介 片山一良 水島精二 米谷良知 高谷浩利 黒木冬 | 原田奈奈 山口祐司 矢口夏美 米谷良知 | 木村貴宏（總人物） 中谷誠一（總機械、人物） 植田洋一（人物） 永田正美（人物） 吉田徹（機械） 鈴木竜也（機械） 大塚健（機械） まさひろ山根（機械） | 2005年5月9日       |
| G・G・G・06             |          | 北嶋博明 竹田裕一郎 米谷良知 | 山口祐司 日高政光 飯田馬之介 片山一良 水島精二 米谷良知 高谷浩利 黒木冬 | 原田奈奈 山口祐司 矢口夏美 米谷良知 | 木村貴宏（總人物） 中谷誠一（總機械、人物） 植田洋一（人物） 永田正美（人物） 吉田徹（機械） 鈴木竜也（機械） 大塚健（機械） まさひろ山根（機械） | 2005年5月16日      |
| G・G・G・07             |          | 北嶋博明 竹田裕一郎 米谷良知 | 山口祐司 日高政光 飯田馬之介 片山一良 水島精二 米谷良知 高谷浩利 黒木冬 | 原田奈奈 山口祐司 矢口夏美 米谷良知 | 木村貴宏（總人物） 中谷誠一（總機械、人物） 植田洋一（人物） 永田正美（人物） 吉田徹（機械） 鈴木竜也（機械） 大塚健（機械） まさひろ山根（機械） | 2005年5月23日      |
| G・G・G・08             |          | 北嶋博明 竹田裕一郎 米谷良知 | 山口祐司 日高政光 飯田馬之介 片山一良 水島精二 米谷良知 高谷浩利 黒木冬 | 原田奈奈 山口祐司 矢口夏美 米谷良知 | 木村貴宏（總人物） 中谷誠一（總機械、人物） 植田洋一（人物） 永田正美（人物） 吉田徹（機械） 鈴木竜也（機械） 大塚健（機械） まさひろ山根（機械） | 2005年5月30日      |
| G・G・G・09             |          | 北嶋博明 竹田裕一郎 米谷良知 | 山口祐司 日高政光 飯田馬之介 片山一良 水島精二 米谷良知 高谷浩利 黒木冬 | 原田奈奈 山口祐司 矢口夏美 米谷良知 | 木村貴宏（總人物） 中谷誠一（總機械、人物） 植田洋一（人物） 永田正美（人物） 吉田徹（機械） 鈴木竜也（機械） 大塚健（機械） まさひろ山根（機械） | 2005年6月6日       |
| G・G・G・10             |          | 北嶋博明 竹田裕一郎 米谷良知 | 山口祐司 日高政光 飯田馬之介 片山一良 水島精二 米谷良知 高谷浩利 黒木冬 | 原田奈奈 山口祐司 矢口夏美 米谷良知 | 木村貴宏（總人物） 中谷誠一（總機械、人物） 植田洋一（人物） 永田正美（人物） 吉田徹（機械） 鈴木竜也（機械） 大塚健（機械） まさひろ山根（機械） | 2005年6月13日      |
| G・G・G・11             |          | 北嶋博明 竹田裕一郎 米谷良知 | 山口祐司 日高政光 飯田馬之介 片山一良 水島精二 米谷良知 高谷浩利 黒木冬 | 原田奈奈 山口祐司 矢口夏美 米谷良知 | 木村貴宏（總人物） 中谷誠一（總機械、人物） 植田洋一（人物） 永田正美（人物） 吉田徹（機械） 鈴木竜也（機械） 大塚健（機械） まさひろ山根（機械） | 2005年6月20日      |
| G・G・G・12 GRAND FINAL |          | 北嶋博明 竹田裕一郎 米谷良知 | 山口祐司 日高政光 飯田馬之介 片山一良 水島精二 米谷良知 高谷浩利 黒木冬 | 原田奈奈 山口祐司 矢口夏美 米谷良知 | 木村貴宏（總人物） 中谷誠一（總機械、人物） 植田洋一（人物） 永田正美（人物） 吉田徹（機械） 鈴木竜也（機械） 大塚健（機械） まさひろ山根（機械） | 2005年6月27日      |

#### 补充篇
在其他媒體上发布补充正篇的番外篇：
- FINAL.-01?（勇者王FINALCD第4卷）
- FINAL.-0.5?（ 勇者王FINALCD第3卷）
- FINAL.00（《電撃大王》漫画连载附录、包括在《勇者王ガオガイガーFINAL the COMIC》）
- FINAL.0.25?「エヴォリュダーはつらいよ」（勇者王FINALCD第1卷）
- FINAL.0.3（Studio Halfeye制作的手办「完全変形ガオファイガー」附录短篇小说）
- FINAL.0.5（Studio Halfeye制作的手办「完全変形ガオファイガー」附录短篇小说）
- FINAL.0.6?（勇者王FINALCD第2卷）
- FINAL.0.7?（勇者王FINALCD第5卷）
- FINAL.0.8?（勇者王FINALCD第6卷）

## 影音商品

### CD
- 勇者王ガオガイガー（1997年2月21日）收錄電視版片頭曲和片尾曲。
- 勇者王ガオガイガー ORIGINAL SOUNDTRACK 1（1997年4月23日）
- 勇者王ガオガイガー ORIGINAL SOUNDTRACK 2（1997年8月21日）
- 勇者王ガオガイガー SONG COLLECTION（1997年12月17日）
- 勇者王ガオガイガースペシャルドラマ1 〜サイボーグ誕生〜（1997年7月24日）
- 勇者王ガオガイガースペシャルドラマ2 〜ロボット闇酷冒険記〜（1997年9月22日）
- 勇者王ガオガイガースペシャルドラマ3 〜最強勇者美女軍団〜（1997年10月22日）
- 勇者王ガオガイガースペシャルドラマ4 〜ID5は永遠に…〜（1997年11月21日）
- 勇者王誕生!-神話（マイソロジー）ヴァージョン- / 獅子の女王（リオン・レーヌ）（2000年1月1日）
- 勇者王ガオガイガーFINAL ORIGINAL SOUNDTRACK 1（2000年2月23日）
- 勇者王ガオガイガーFINAL 最強キャラクターセット VOL.1ガイ編（2000年8月23日）
- 勇者王ガオガイガーFINAL 最強キャラクターセット VOL.2命（ミコト）編（2000年10月4日）
- 勇者王ガオガイガーFINAL 最強キャラクターセット VOL.3ソルJ編（2000年12月16日）
- 勇者王ガオガイガーFINAL 最強キャラクターセット VOL.4光竜&闇竜編（2001年1月24日）
- 勇者王ガオガイガーFINAL 最強キャラクターセット VOL.5マモル&華編（2001年2月21日）
- 勇者王ガオガイガーFINAL 最強キャラクターセット VOL.6ルネ編（2001年4月21日）
- 勇者王ガオガイガーFINAL 最強キャラクターソング集（2001年7月25日）
- 勇者王ガオガイガーFINAL ORIGINAL SOUNDTRACK 2（2003年3月21日）
- ガ王 勇者王誕生! 10連発!!（2005年6月22日）收錄片頭曲「勇者王誕生!」在2005年或之前的所有版本的音樂專輯。

### 錄影帶
- 電視原版：買賣用全12卷（每卷收錄4話，最終卷收錄5話），租借用全10卷（每卷收錄5話，最終卷收錄4話）。

### LD
- 電視原版：全12卷。

### DVD
- 電視原版：
  - 勇者王ガオガイガーHALF-DIVISION BOX 1（1999年9月22日）：期間限定生產的DVD-BOX，收錄第1話至第24話，附送特典光碟DISK"X"。
  - 勇者王ガオガイガーHALF-DIVISION BOX 2（1999年11月20日）：收錄第25話至第49話。
  - 勇者王ガオガイガーDVD-BOX（2005年6月22日）：再版DVD-BOX，附送1隻收錄遊戲片段的特典光碟。
  - DVD單卷，BOX推出後發售，全12卷。
- FINAL GRAND GLORIOUS GATHERING：
  - 勇者王ガオガイガーFINAL GRAND GLOURIOUS GATHERING DVD-BOX（2006年3月24日）：提供5.1聲道，附送特典光碟DISK"Z"，初回限定盤附送CM's我王凱牙、我王戰牙和始源・我王凱牙的可動人偶。

### 藍光光碟
- 勇者王ガオガイガーBlu-Ray BOX DIVISION 1（2015年11月25日）：收錄第1話至第30話，5隻光碟，39600日圓。
- 勇者王ガオガイガーBlu-Ray BOX DIVISION 2（2016年2月17日）：收錄第31話至第49話，4隻光碟，26400日圓。
- 勇者王ガオガイガー FINAL & GGG Blu-ray BOX（2016年12月21日）：4隻光碟，30240日圓。

## 外部連結
- 勇者王ガオガイガー （页面存档备份，存于） （日語）
- 勇者系列公式－勇者web （页面存档备份，存于） （日語）

| 名古屋電視台 星期六 17:00-17:30 節目 | 名古屋電視台 星期六 17:00-17:30 節目   | 名古屋電視台 星期六 17:00-17:30 節目 |
| ------------------------------------ | -------------------------------------- | ------------------------------------ |
|                                      | 勇者王 （1997年2月1日－1998年1月31日） |                                      |
| 勇者指令                             | 炸彈人 彈珠人爆外傳                    |                                      |

| 翡翠台 星期日 09:30－09:55 節目                                                                          | 翡翠台 星期日 09:30－09:55 節目                   | 翡翠台 星期日 09:30－09:55 節目 |
| --- | ------------------------------------------------- | ------------------------------- |
| | 勇者王 （1999年8月1日－2000年7月9日）             |                                 |
| IQ博士之衰鬼酒店                                                                                         | 勇者警察                                          |                                 |
| 星期一10:15－10:45 節目（2005年12月26日） 星期二至五 10:15－11:30 節目（2005年12月27日－2005年12月30日） |                                                   |                                 |
| 數碼暴龍大電影－冒險者之戰鬥                                                                             | 勇者王終極任務 （2005年12月26日－2005年12月30日） | 河東獅吼 10:30-11:30            |
| 無線兒童台 星期一至五 08:30－09:00 節目                                                                    |                                                   |                                 |
| 勇者指令                                                                                                 | 勇者王 （2009年11月16日－2010年1月21日）          | 俏皮劍俠小紅帽                  |